# 28 de junio
El 28 de junio es el 179.º (centésimo septuagésimo noveno) día del año en el calendario gregoriano y el 180.º en los años bisiestos. Quedan 186 días para finalizar el año.

## Acontecimientos
- 1098: en Palestina, los cruzados de la Primera Cruzada son derrotados por Kerbogha de Mosul.
- 1243: en Roma, Sinibaldo Fieschi es elegido papa y asume con el nombre de Inocencio IV.
- 1360: en Granada (España), Muhammed VI se convierte en el décimo rey nazarí de Granada después de asesinar a su cuñado Ismaíl II.
- 1412: en España se hace público que el infante castellano Fernando de Trastámara es nombrado rey de Aragón, adoptando el nombre de Fernando I (Compromiso de Caspe).
- 1461: Eduardo IV de Inglaterra es coronado como rey de Inglaterra.
- 1495: las tropas francesas derrotan al ejército expedicionario al mando del capitán Gonzalo Fernández de Córdoba en Seminara (Italia) en el marco de la llamada Guerra italiana de 1494-1498.

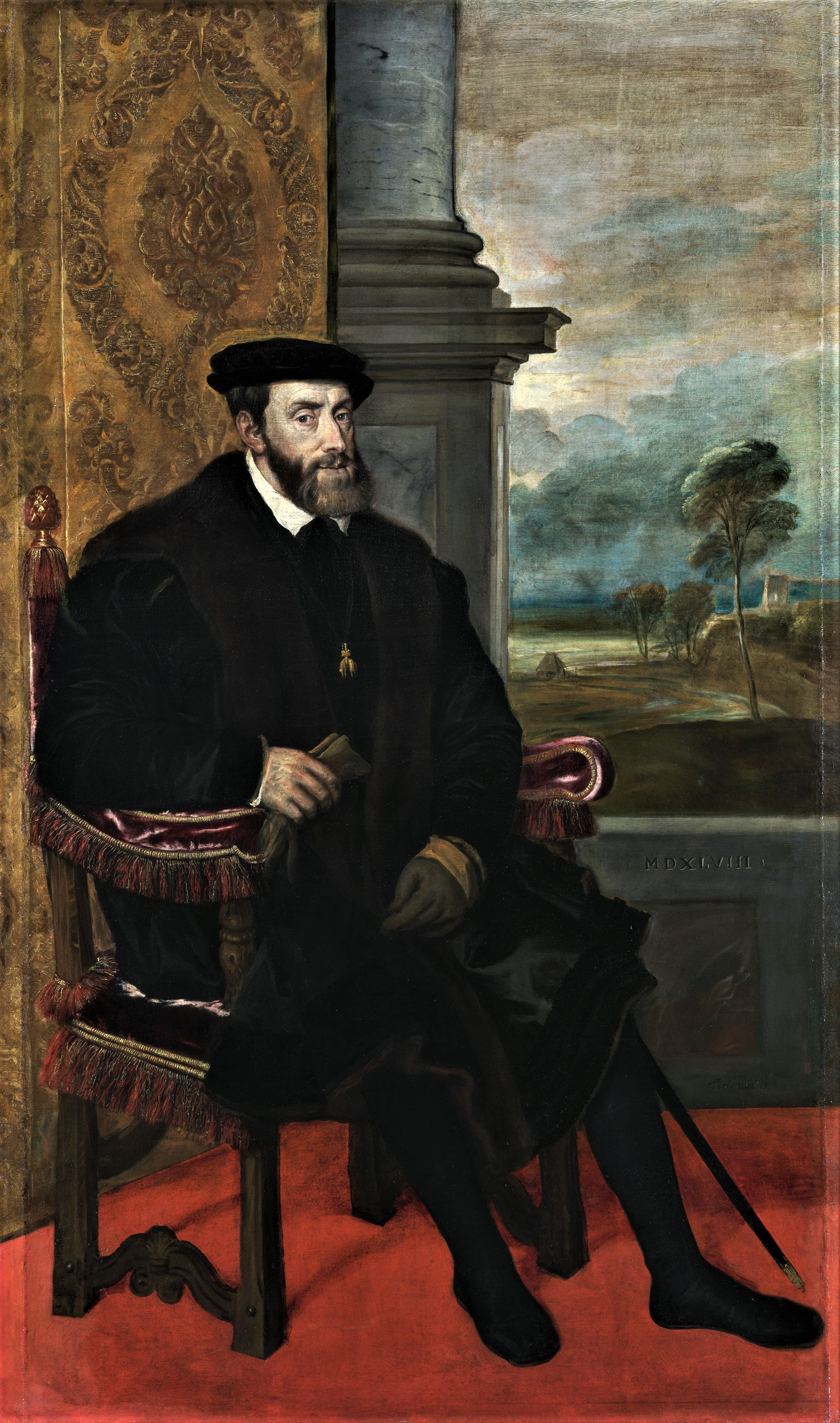
Carlos I de España.

- 1519: Carlos V es nombrado emperador del Sacro Imperio Romano Germánico
- 1579: en España es encarcelado Antonio Pérez, secretario del rey Felipe II.
- 1635: en el mar Caribe, la isla de Guadalupe se transforma en colonia francesa.
- 1675: se produce la Batalla de Fehrbellin, donde el ejército brandeburgués al mando de Federico Guillermo I de Brandeburgo vence al ejército sueco a las órdenes de Carl Gustaf Wrangel.
- 1762: en el Imperio ruso, Catalina la Grande es coronada como zarina de todas las Rusias.
- 1778: en Nueva Jersey se produce la batalla de Monmouth, que es considerada como el punto de inflexión en la Revolución estadounidense.
- 1807: en el Virreinato del Río de la Plata: los británicos desembarcan en Buenos Aires iniciando la Segunda Invasión Inglesa.
- 1808: las fuerzas española derrotan a las francesas en la primera batalla de Valencia de la guerra de la Independencia española.
- 1817: en México, se produce la batalla de Los Arrastraderos, donde los insurgentes comandados por el general Francisco Xavier Mina derrotaron a las fuerzas realistas comandadas por el coronel Cristóbal Ordóñez.
- 1820: se produce la batalla de Cañada de la Cruz con victoria del caudillo Estanislao López sobre las fuerzas de la provincia de Buenos Aires, al mando del general Miguel Estanislao Soler.
- 1838: se corona Victoria de Inglaterra.
- 1841: en París se estrena el ballet Giselle, en dos actos, fruto del trabajo entre los libretistas Jules-Henri Vernoy de Saint-Georges y Théophile Gautier, el músico Adolphe Adam, y los coreógrafos Jean Coralli y Jules Perrot.
- 1859: en Newcastle-upon-Tyne (Inglaterra) se produce la primera exposición canina de la historia.
- 1863: se libra la batalla de Las Playas en la que el general Wenceslao Paunero, comandante de las fuerzas que respondían al nuevo presidente de la República Argentina Bartolomé Mitre, líder del partido liberal vencedor en Pavón, derrota a Ángel Vicente Peñaloza, caudillo de la resistencia armada federal.
- 1865: en los Estados Unidos se disuelve el Ejército del Potomac.
- 1880: en Glenrowan es capturado el bandido australiano Ned Kelly.
- 1881: Austria y Serbia celebran un tratado secreto.
- 1884: en Gerona (España) son fusilados dos militares acusados de favorecer un levantamiento republicano en Santa Coloma de Farnés.[1]
- 1894: en los Estados Unidos, el Labor Day se convierte en festividad oficial.
- 1895: El Salvador, Honduras y Nicaragua forman la República de América Central.
- 1902: el Congreso de los Estados Unidos autoriza al presidente Theodore Roosevelt para adquirir los derechos sobre Colombia por el Canal de Panamá.

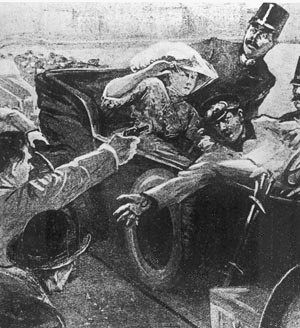
Asesinato del archiduque Francisco Fernando y su esposa.

- 1914: en Sarajevo, un anarquista llamado Gavrilo Princip asesina al archiduque Francisco Fernando y a su esposa, Sofía Chotek, en el llamado Atentado de Sarajevo. Esto originará la Primera Guerra Mundial.
- 1918: en Las Palmas de Gran Canaria se incendia el Teatro Pérez Galdós.

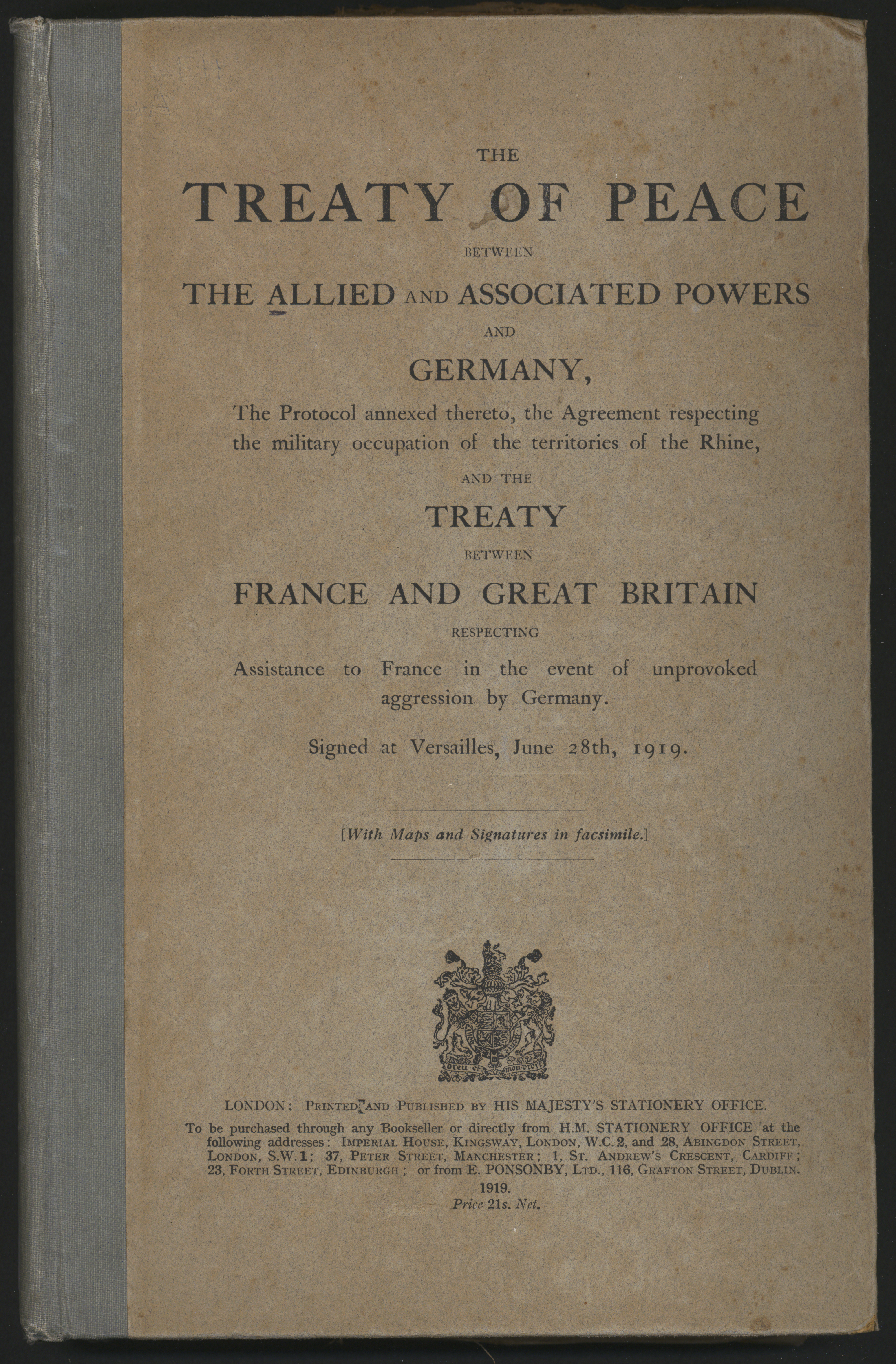
Tratado de Versalles.

- 1919: en Francia se firma el Tratado de Versalles, por el que Francia se anexiona las regiones de Alsacia y Lorena, junto con ciudades como Estrasburgo y Metz.
- 1919: en la guerra polaco-ucraniana: las fuerzas polacas rompen las líneas ucranianas de Yanchyn y fuerzan al ejército ucraniano a retirarse al río Zbruch.
- 1921: el rey Alejandro I de Serbia valida la nueva Constitución del reino de Yugoslavia, conocido como la Constitución de Vidovdan.
- 1922: en Irlanda comienza la guerra civil irlandesa con la batalla de Dublín.
- 1927: Iberia (aerolínea) comienza a operar.
- 1931: en España suceden las primeras elecciones generales en la Segunda República Española que gana el PSOE.
- 1936: en el norte de China, invadido por Japón, se crea el «protectorado» de Mengjiang.
- 1940: Rumanía cede Besarabia (hoy Moldavia) a la Unión Soviética.
- 1941: en la Unión Soviética ―en el marco de la Segunda Guerra Mundial―, la Alemania nazi crea el Gueto de Minsk, donde serían masacrados al menos 100 000 judíos.
- 1942: en la Unión Soviética ―en el marco de la Segunda Guerra Mundial―, el ejército alemán comienza la Operación Azul (en alemán: Fall Blau) con la intención de ocupar los pozos petrolíferos soviéticos en el Cáucaso.
- 1945: en Polonia, el Gobierno de Unidad Nacional, aliado de la Unión Soviética, se forma un día después del Día de la Victoria en Europa.
- 1945: en México, se funda el Club de Fútbol Monterrey.
- 1948: el Cominform expulsa a Yugoslavia del bloque comunista.
- 1950: en el marco de la guerra de Corea, la ciudad de Seúl es capturada por las tropas norcoreanas.
- 1956: en Poznan (Polonia), los trabajadores de la factoría HCP salen a la calle. Es la primera huelga contra un gobierno comunista en toda Europa.

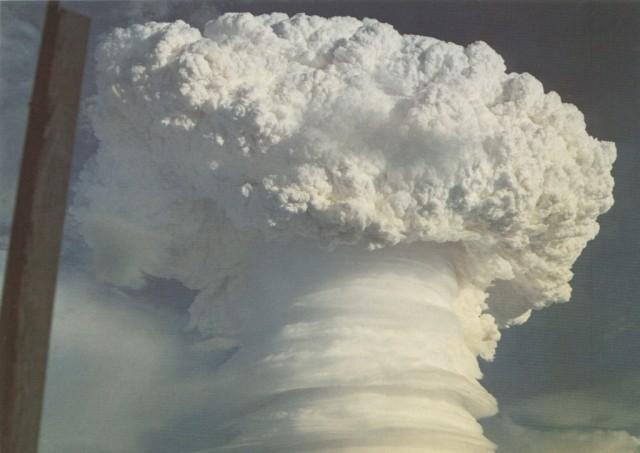
Explosión de la bomba atómica Oak, de 8900 kilotones (la potencia explosiva de la que detonó sobre Hiroshima fue de 13 kilotones).

- 1958: en el atolón Enewetak (islas Marshall, en medio del océano Pacífico), Estados Unidos detona su bomba atómica Oak, de 8900 kilotones. Es la bomba n.º 142 de las 1127 que Estados Unidos detonó entre 1945 y 1992.
- 1964: en los Estados Unidos, el activista negro Malcolm X crea la Organización de la Unidad Afroamericana.
- 1966: en Buenos Aires, se produce el quinto golpe de Estado exitoso, denominado Revolución Argentina que derrocó al presidente constitucional Arturo Umberto Illia y en su lugar lo reemplazo el militar de facto Juan Carlos Onganía.
- 1967: Israel se anexiona Jerusalén Este.
- 1969: en Nueva York se desatan los disturbios de Stonewall, una serie de altercados en pro de los derechos de las personas transexuales y homosexuales ocurridos alrededor del bar Stonewall Inn.
- 1974: el cantautor británico Elton John publica su octavo álbum de estudio, Caribou.
- 1975: Incorporación del primer Boeing B-707 a la Fuerza Aérea Argentina. Se suma a la dotación de la I Brigada Aérea el Boeing B-707 320, adquirido por la Presidencia de la Nación, bautizado “Soberanía”. Transferido a la Fuerza Aérea Argentina con matrícula T-01. En 1977, se le coloca una puerta de carga y es rematriculado TC-91.
- 1976: la justicia angoleña sentencia a muerte a mercenarios británicos y estadounidenses en el Juicio de Luanda.
- 1978: Estados Unidos lanza el satélite de observación marina Seasat.
- 1987: en la ciudad de Sardasht (de 20 000 habitantes, en el oeste de Azerbaiyán) ―en el marco de la Guerra entre Irak e Irán (1980-1988)― aviones iraquíes dejan caer bombas de gas de mostaza en barrios residenciales, dejando 110 hombres, mujeres y niños muertos, y unos 8000 heridos. Ya en la Primera Guerra Mundial (1914-1918), el ejército alemán había utilizado este tipo de armas químicas contra soldados enemigos, pero esta fue la primera vez en la Historia en que el objetivo fue la población civil.
- 1989: en Kosovo, Slobodan Milošević pronuncia el célebre discurso de Gazimestan, que trajo graves consecuencias para la estabilidad en los Balcanes.
- 1989: la cantante cubana estadounidense Gloria Estefan publica el sencillo "Oye mi canto" en su álbum debut como solista "Cut Both Aways". Ese mismo año fue reconocida como la mejor artista Femenina Latina del mundo
- 1992: se sanciona la Constitución de Estonia.
- 1994: el cantante mexicano Juan Gabriel publica el sencillo "Pero qué necesidad" de su 31.º álbum "Gracias por esperar", título del disco es claro, haciendo referencia a que el cantante agradece la espera de un nuevo disco con nuevas canciones, El álbum estuvo nominado a un Premio Lo Nuestro en la categoría Álbum del año y a un Premio Grammy al Mejor Álbum Pop latino en la 36.º edición anual de los Premios Grammy.
- 1995: en México, la policía del estado de Guerrero asesina a 17 campesinos que se dirigían a un mitin político en Atoyac de Álvarez (Masacre de Aguas Blancas).
- 1996: se sanciona la Constitución de Ucrania.
- 1997: en Valle Grande (Bolivia) son hallados los restos del comandante argentinocubano Ernesto Che Guevara (1928-1967) y de algunos de sus compañeros.
- 1997: en Estados Unidos, el boxeador Mike Tyson es descalificado por arrancarle un trozo de oreja al boxeador Evander Holyfield.
- 1997: en la ciudad de Cantón (China) se inaugura la línea 1 del Metro de Cantón.
- 1999: en la Ciudad del Vaticano, el papa Juan Pablo II reconoce como venerable al religioso Jerónimo Usera.
- 2004: en Irak, Paul Bremer abandona el país después de traspasar la soberanía.
- 2007: firma del Tratado de Libre Comercio entre Panamá y Estados Unidos
- 2009: en Honduras se perpetra un golpe de Estado contra el presidente Manuel Zelaya.
- 2009: en Argentina se celebran elecciones legislativas.
- 2009: en Uruguay se celebran elecciones internas para elegir candidatos únicos a la presidencia.
- 2009: en la Ciudad del Vaticano, el papa Benedicto XVI clausura el Año Paulino.
- 2009: en España se crea el Fondo de Reestructuración Ordenada Bancaria.
- 2011: Google lanza su red social, Google+.
- 2013: Nintendo cesa las funciones del servicio en línea WiiConnect24.
- 2015: se lleva a cabo el tercer y último día de la primera edición del Expo Bazar Vintage en Ciudad Juárez (México).
- 2016: Ataques terroristas en el Aeropuerto Internacional Atatürk, Estambul dejan al menos 36 fallecidos y más de 145 heridos.[2]
- 2017: en la Ciudad del Vaticano, el papa Francisco nombra oficialmente a Gregorio Rosa Chávez, primer cardenal de la República de El Salvador.
- 2019: en Costa Rica hay disturbios en las calles. Los estudiantes se manifiestan, exigiendo la salida del ministro de educación Edgar Mora.

## Nacimientos
- 1170: Valdemar II de Dinamarca, rey danés (f. 1241).
- 1243: Go-Fukakusa, emperador japonés (f. 1304).
- 1476: Paulo IV, papa italiano entre 1555 y 1559 (f. 1559).
- 1490: Alberto de Brandeburgo, arzobispo alemán (f. 1545).

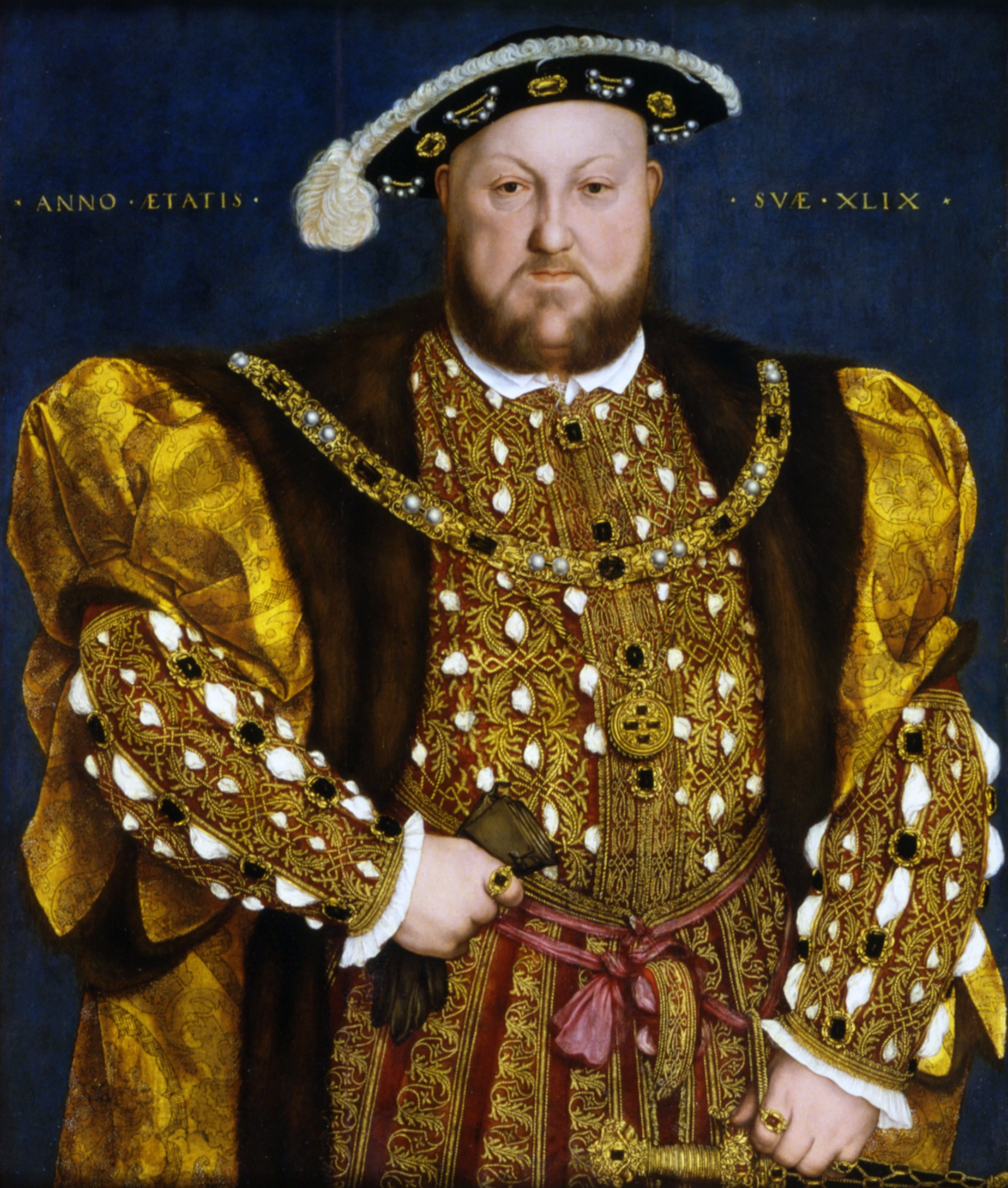
Enrique VIII de Inglaterra.

- 1491: Enrique VIII, rey inglés entre 1509 y 1547 (f. 1547).
- 1503: Giovanni Della Casa, poeta y clérigo italiano (f. 1556).
- 1547: Cristofano Malvezzi, organista y compositor italiano (f. 1599).
- 1557: Philip Howard, aristócrata inglés (f. 1595).

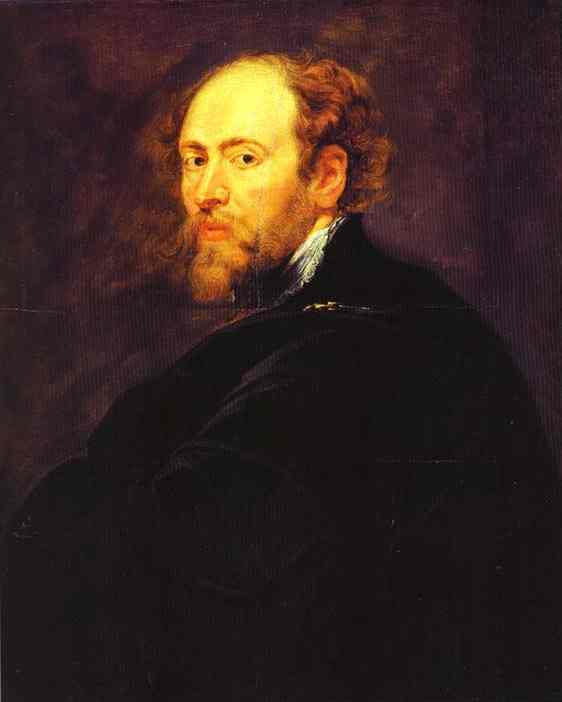
Peter Paul Rubens.

- 1577: Pedro Pablo Rubens, pintor neerlandés (f. 1640).
- 1585: Baltasar Elisio de Medinilla, poeta español (f. 1620).
- 1609: Pieter van Lint, pintor flamenco (f. 1690).
- 1641: María Casimira Luisa de la Grange d'Arquien, aristócrata francesa, esposa del rey polaco Juan III (f. 1716).
- 1653: André Hercule de Fleury, político francés (f. 1743).
- 1664: Nicolas Bernier, músico y compositor francés (f. 1734).
- 1674: Pier Leone Ghezzi, pintor italiano (f. 1755).
- 1703: John Wesley, pastor anglicano y teólogo cristiano estadounidense (f. 1791).

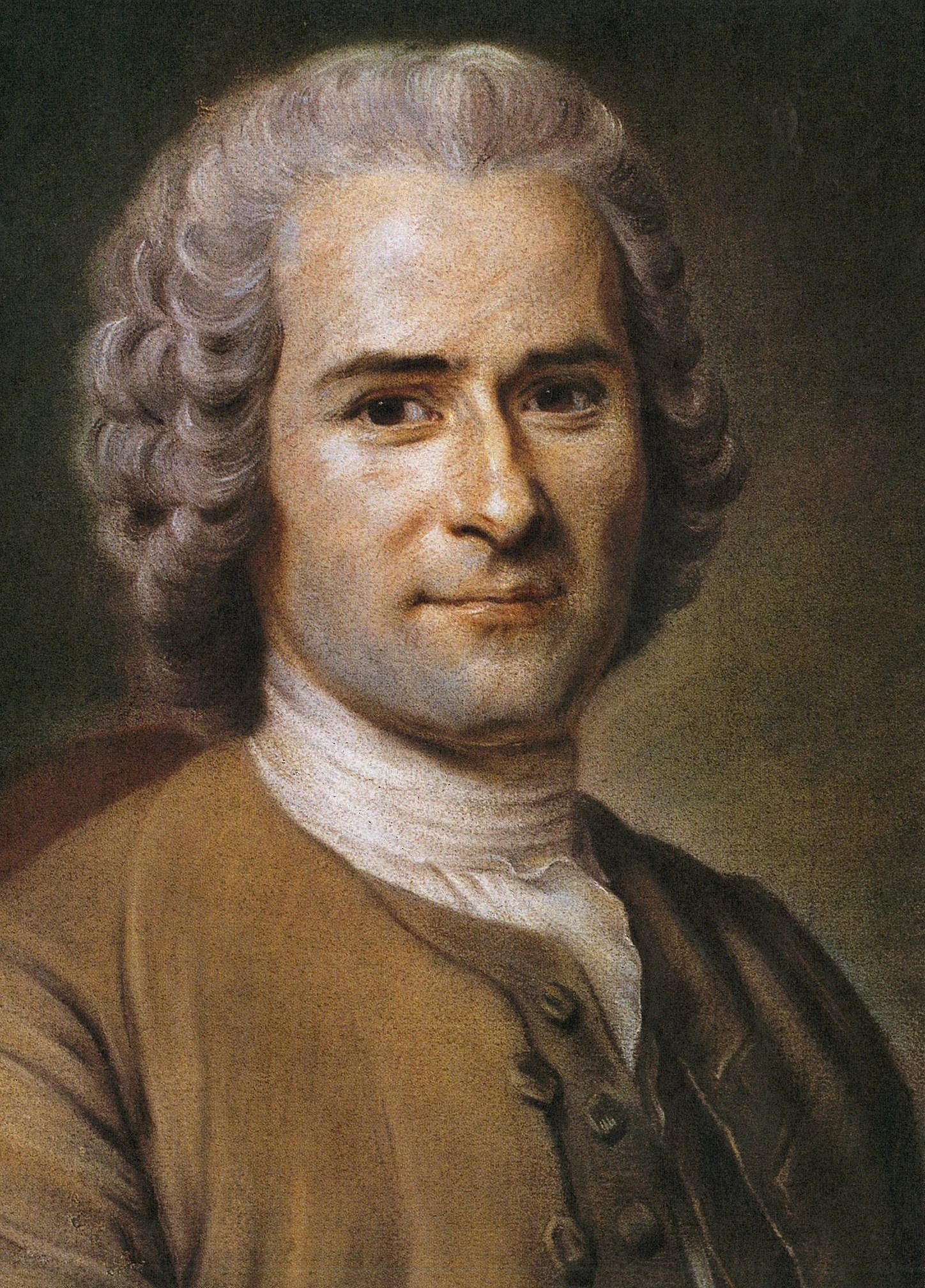
Jean-Jacques Rousseau.

- 1712: Jean-Jacques Rousseau, escritor, compositor y filósofo suizo (f. 1778).
- 1719: Étienne François de Choiseul, político francés (f. 1785).
- 1753: Anton Stadler, clarinetista austríaco (f. 1812).
- 1773: Frédéric Cuvier, zoólogo y botánico francés (f. 1838).
- 1776: Pedro José Agrelo, político argentino (f. 1846).
- 1794: John Biscoe, marino y explorador británico (f. 1843).
- 1796: Carolina Amalia de Augustenburg, aristócrata dinamarquesa (f. 1881).
- 1797: León de Febres Cordero, militar y político venezolano (f. 1872).
- 1798: Leonardo Infante, militar venezolano. (f. 1826).
- 1804: Franz Julius Ferdinand Meyen, médico y botánico alemán (f. 1840).
- 1808: Cristina Trivulzio Belgiojoso, aristócrata, patriota, periodista y escritora italiana (f. 1871).
- 1812: William James Müller, pintor británico (f. 1845).
- 1815: Robert Franz, compositor alemán (f. 1892).
- 1819: Carlotta Grisi, bailarina italiana (f. 1899).
- 1824: Paul Broca, cirujano y antropólogo francés (f. 1880).
- 1824: William Tatum Wofford, militar estadounidense (f. 1884).
- 1825: Emil Erlenmeyer, químico alemán (f. 1909).
- 1826: León Federico Aneiros, sacerdote argentino (f. 1894).
- 1828: Juan Pablo Ayllón, militar peruano (f. 1881).

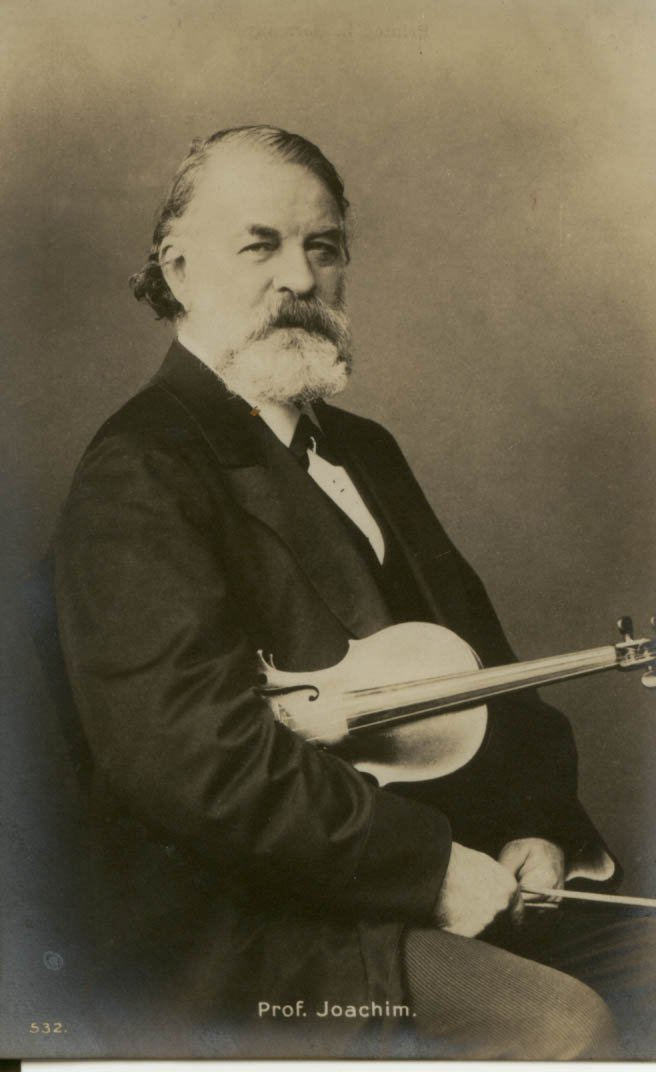
Joseph Joachim.

- 1831: Joseph Joachim, director de orquesta, violinista y compositor austro-húngaro (f. 1907).
- 1831: Joaquín Villanueva, político argentino (f. 1906).
- 1832: Juan León Mera Martínez, escritor, pintor y político ecuatoriano (f. 1894).
- 1833: Peter Waage, químico noruego (f. 1900).
- 1836: Canuto Berea Rodríguez, director de orquesta, violinista y compositor español (f. 1891).
- 1836: Emmanuil Roídis, periodista griego (f. 1904).
- 1838: Jan Matejko, pintor polaco (f. 1893).
- 1841: Marie Bonnevial, activista francesa (f. 1918).
- 1843: Alois Düll, escultor austriaco (f. 1900).
- 1848: León Guruciaga, maestro, periodista y escritor argentino de origen vasco (f. 1919).
- 1856: Julio Herrera, político argentino (f. 1927).
- 1858: Francisco S. Rivera, marino argentino (f. 1899).
- 1859: Charles Jacobus, atleta estadounidense (f. 1929).
- 1859: José Sánchez Guerra, político, abogado y periodista español (f. 1935).
- 1865: Juan B. Justo, médico, escritor y político socialista argentino (f. 1928).
- 1867: Francisco Bens, militar y administrador colonial español (f. 1949).

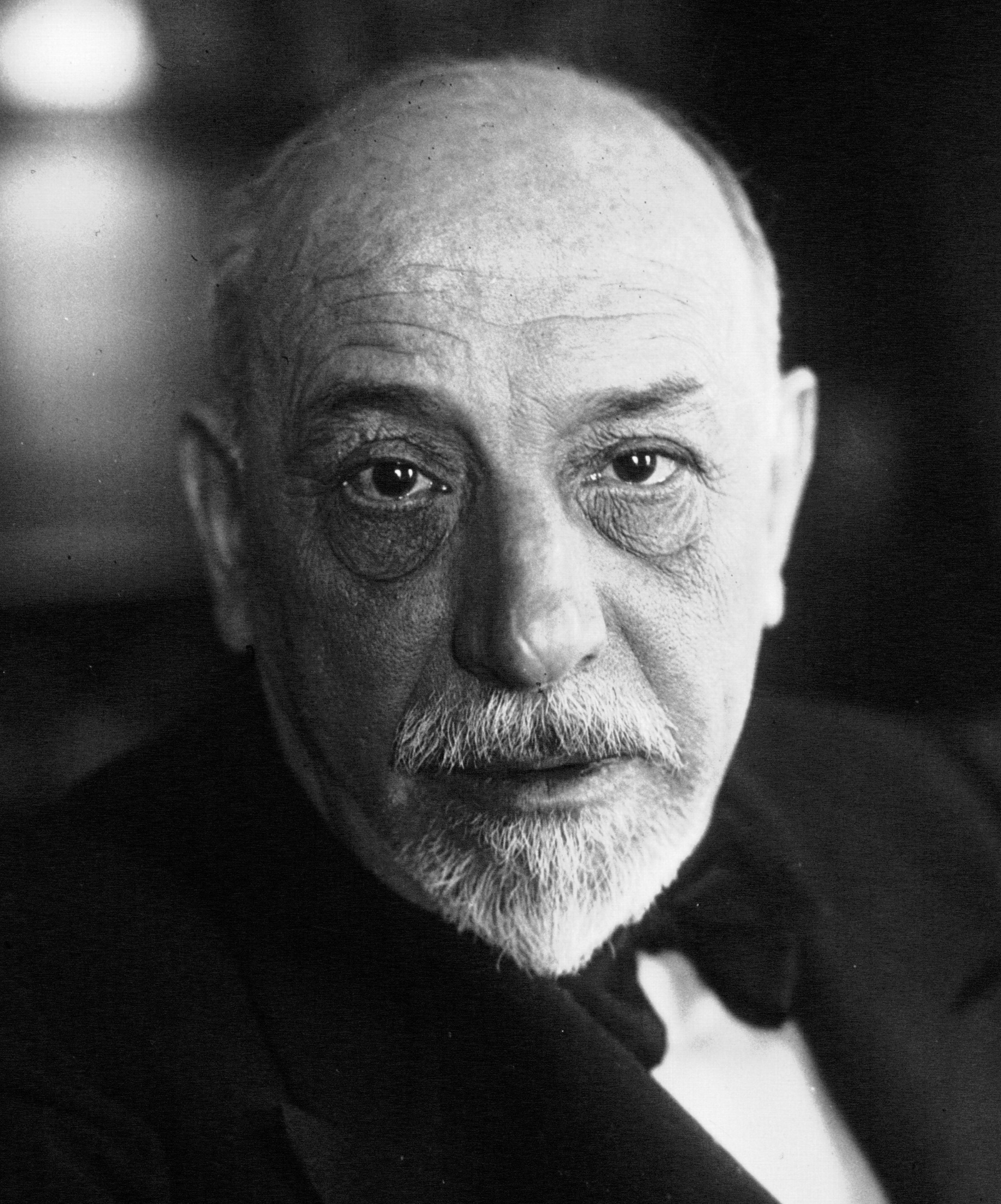
Luigi Pirandello.

- 1867: Luigi Pirandello, escritor italiano, premio nobel de literatura en 1934 (f. 1936).
- 1870: José María Gabriel y Galán, poeta español (f. 1905).
- 1871: Sergéi Bulgákov, teólogo, filósofo y economista ruso (f. 1944).
- 1873: Alexis Carrel, biólogo, médico y escritor francés, premio nobel de medicina en 1912 (f. 1944).
- 1875: Henri Léon Lebesgue, matemático francés (f. 1941).
- 1876: Robert Guérin, empresario francés, primer presidente de la FIFA (f. 1952).
- 1883: Pierre Laval, político francés (f. 1945).
- 1883: Polly Moran, actriz y comediante estadounidense (f. 1952).
- 1885: Berthold Viertel, cineasta austriaco (f. 1953).
- 1885: Saulo Torón Navarro, escritor español (f. 1974).
- 1887: Margarito Ledesma, político mexicano (f. 1974).
- 1888: Lionel Edwards Atherton, político chileno (n. 1948).

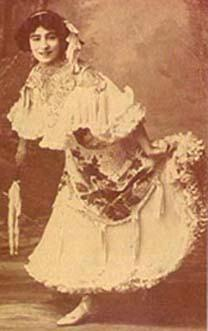
Lola Membrives.

- 1888: Lola Membrives, actriz argentina (f. 1969).
- 1888: Eloy Vaquero Cantillo, político español (f. 1960).
- 1891: Esther Forbes, escritora estadounidense (f. 1968).
- 1891: Carl Panzram, asesino en serie estadounidense (f. 1930).
- 1892: Edward Hallett Carr, historiador y periodista británico (f. 1982).
- 1893: August Zamoyski, escultor polaco (f. 1970).
- 1894: Frank Hunter, tenista británico (f. 1981).
- 1894: Lois Wilson, actriz estadounidense (f. 1988).
- 1896: Javier Rojo Gómez, político mexicano (f. 1970).
- 1900: Giovanni De Prà, futbolista italiano (f. 1979).
- 1901: Antonio Acuña Carballar, político español (f. 1936).
- 1902: George Padmore, político trinitense (f. 1959).
- 1902: Richard Rodgers, compositor estadounidense (f. 1979).
- 1902: Monchín Triana, futbolista español (f. 1936).
- 1903: André Maschinot, futbolista francés (f. 1963).
- 1904: Adrian Rollini, músico estadounidense (f. 1956).
- 1905: Francis Camps, patólogo británico (f. 1972).
- 1905: Henry H. Carter, hispanista estadounidense (f. 2001).

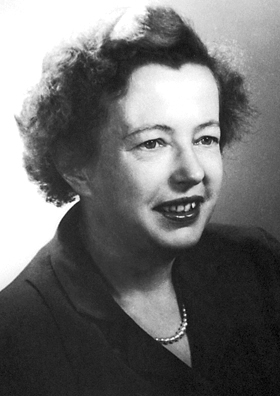
María Goeppert-Mayer.

- 1906: Maria Goeppert-Mayer, física alemana, premio nobel de física en 1963 (f. 1972).
- 1907: Carlos Encinas González, pintor español (f. 1998).
- 1907: Jimmy Mundy, compositor de jazz estadounidense (f. 1984).
- 1908: Juan Carlos Thorry, actor argentino (f. 2000).
- 1909: Eric Ambler, escritor británico (f. 1998).
- 1909: José Antonio Elola-Olaso, político español (f. 1976).
- 1909: Francisco Grande Covián, bioquímico español (f. 1995).
- 1909: José de Magalhães Pinto, banquero y diplomático brasileño (f. 1996).
- 1909: Christopher Soglo, presidente de Benín (f. 1983).
- 1912: Sergiu Celibidache, director de orquesta y músico rumano (f. 1996).
- 1912: Carl Friedrich von Weizsäcker, físico y filósofo alemán (f. 2007).
- 1913: Roberto Grela, guitarrista y compositor de tangos argentino (f. 1992).
- 1914: Aribert Heim, médico austríaco (f. 1992).
- 1915: Rafael Bernal, diplomático y escritor mexicano (f. 1972).
- 1915: Manuel Juan Carrillo Marco, escultor y tallista español (f. 1988)
- 1915: David Honeyboy Edwards, guitarrista estadounidense, cantante de delta blues (f. 2011).
- 1916: Steve Calvert, actor estadounidense (f. 1991).
- 1916: Virgilio Rodríguez Macal, periodista, novelista y diplomático guatemalteco (f. 1964).
- 1917: Stella Inda, actriz y escritora mexicana (f. 1995).
- 1918: Maxine Stuart, actriz estadounidense (f. 2013).
- 1919: Alfredo Vera Vera, político ecuatoriano (f. 1999).
- 1921: P. V. Narasimha Rao, político indio (f. 2004).
- 1922: Mauro Bolognini, cineasta italiano (f. 2004).
- 1922: Robert Campbell, futbolista y entrenador escocés (f. 2009).
- 1923: Tomás Asiain, compositor español (f. 1989).
- 1923: Howard E. Bigelow, micólogo estadounidense (f. 1987).
- 1923: Conte Candoli, trompetista estadounidense (f. 2001).
- 1923: Pete Candoli, trompetista estadounidense (f. 2008).
- 1923: Antonio Hernández Carpe, pintor español (f. 1977).
- 1923: Giff Roux, baloncestista estadounidense (f. 2011).
- 1923: Adolfo Schwelm-Cruz, piloto de automovilismo argentino (f. 2012).
- 1924: Manuel López Villaseñor, pintor español (f. 1996).
- 1925: Severino Díaz, árbitro de fútbol argentino (f. 2008).
- 1925: León Droz Blanco, militar venezolano (f. 1954).
- 1925: Giselher Klebe, compositor alemán (f. 2009).
- 1925: Fidel Tello Repiso, pintor español.

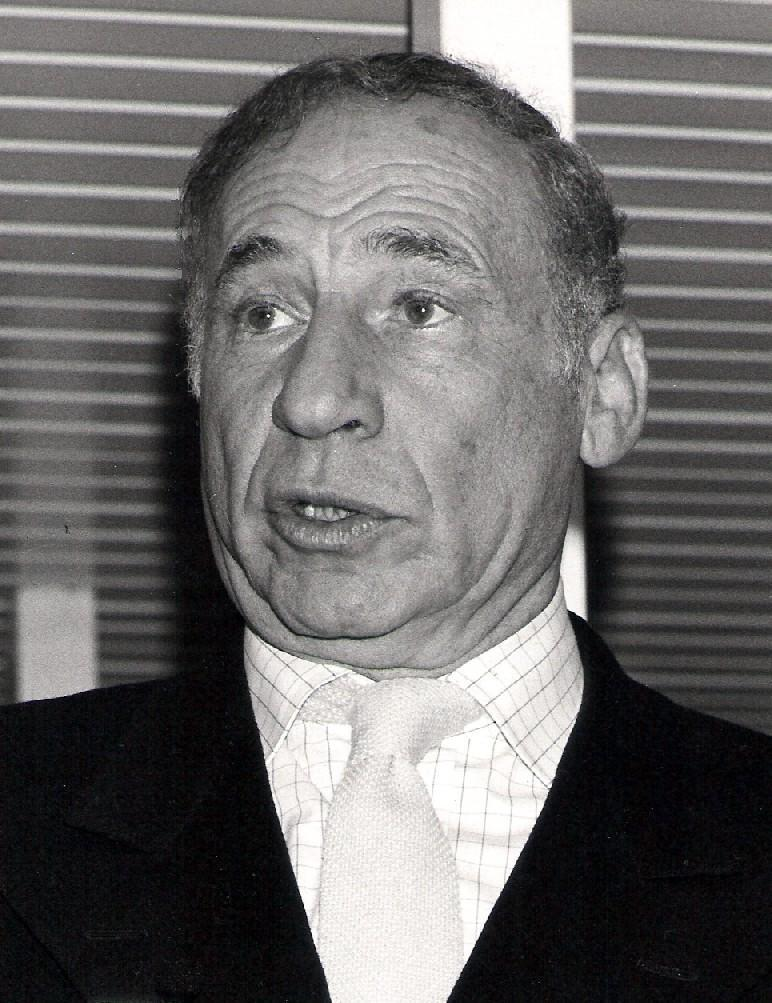
Mel Brooks.

- 1926: Mel Brooks, guionista, actor y cineasta estadounidense.
- 1927: Jesús Nieto, actor de doblaje español (f. 1996).
- 1927: F. Sherwood Rowland, científico estadounidense (f. 2012).
- 1927: Enrique Velasco Ibarra, político mexicano (f. 2010).
- 1928: Hans Blix, diplomático y político sueco.
- 1928: Don Dubbins, actor estadounidense (f. 1991).
- 1928: John S. Bell, físico estadounidense (f. 1990).
- 1929: Alfred Miodowicz, político y sindicalista polaco (f. 2021).
- 1929: Glenn D. Paige, politólogo estadounidense.
- 1929: Tomás Marco Nadal, dibujante de historietas español (f. 2000).
- 1929: Hope Portocarrero, Ex primera dama De Nicaragua (f. 1991).
- 1930: Taty Almeida, escritora y activista argentina, miembro de las Madres de Plaza de Mayo.
- 1930: José Luis Artetxe, futbolista español (f. 2016).
- 1930: Fernando Delgado, actor español (f. 2009).
- 1930: Norma Fontenla, bailarina argentina (f. 1971).
- 1930: Itamar Franco, político brasileño de origen italiano (f. 2011).
- 1930: Jack Gold, cineasta británico (f. 2015).
- 1930: Horacio Gómez Bolaños, actor mexicano (f. 1999).
- 1930: William C. Campbell, bioquímico irlandés.
- 1931: Junior Johnson, piloto de carreras estadounidense (f. 2019).
- 1931: Enrique Monsonís, político español (f. 2011).
- 1932: Attila L. Borhidi, botánico y político húngaro.
- 1932: Carlos Hayre, compositor peruano (f. 2012).

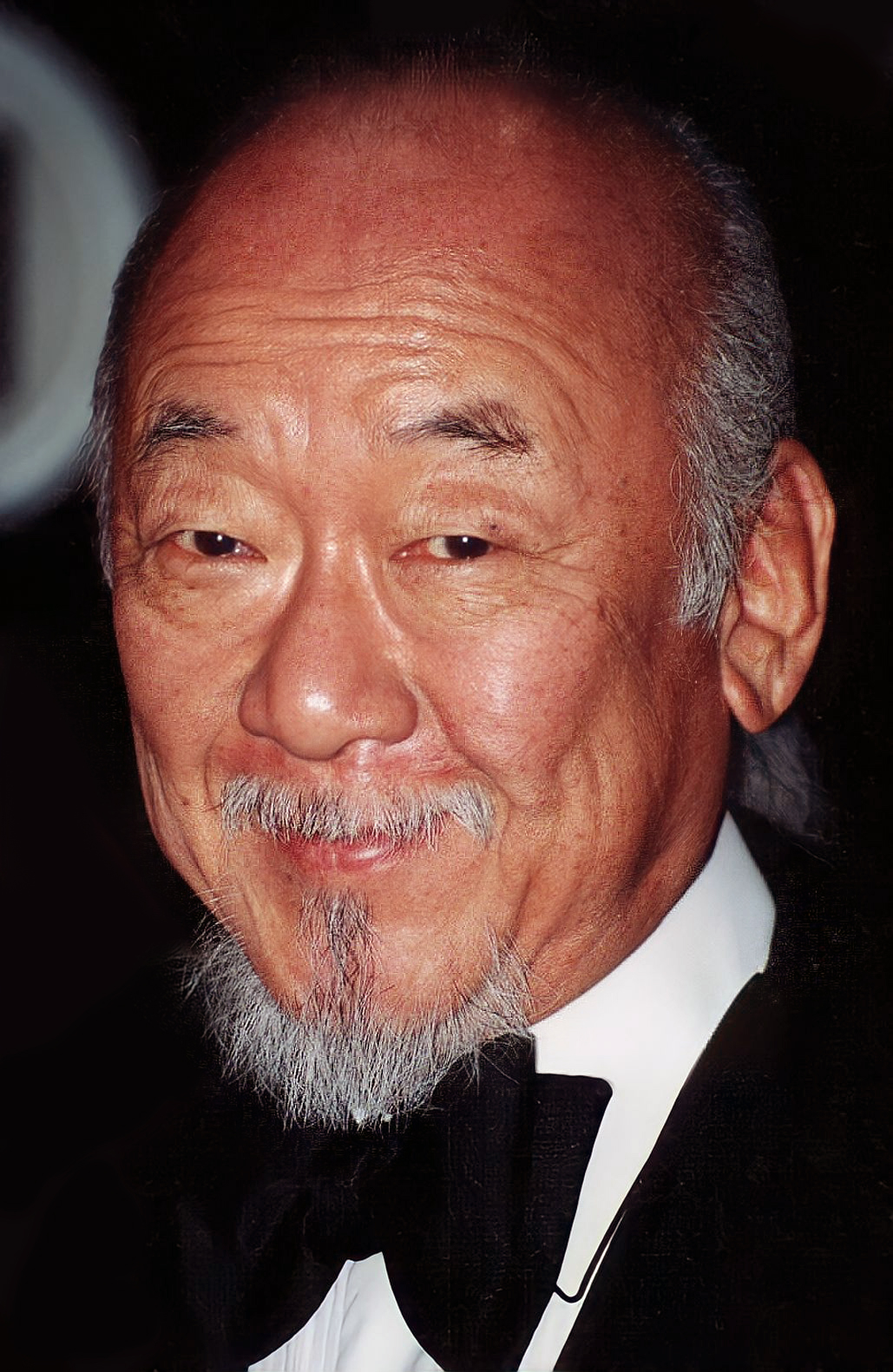
Pat Morita.

- 1932: Pat Morita, actor estadounidense (f. 2005).

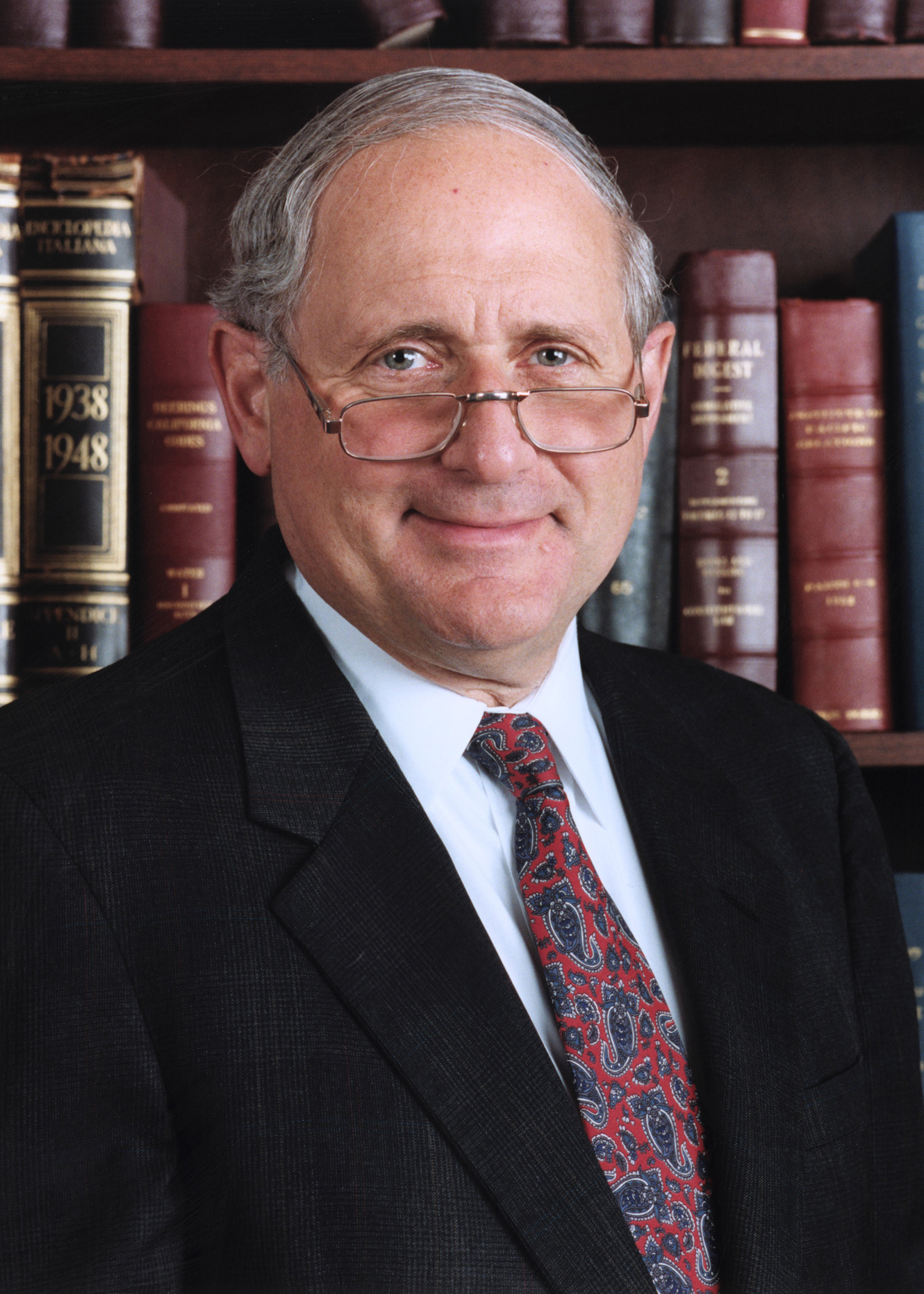
Carl Levin.

- 1934: Carl Levin, abogado y político estadounidense (f. 2021).
- 1934: Jordi Parra, jugador, entrenador y directivo de baloncesto español.
- 1936: Chuck Howley, jugador estadounidense de fútbol americano.
- 1937: Richard Bright, actor estadounidense (f. 2006).
- 1937: Carlos Monden, actor chileno (f. 2011).
- 1937: Juan José Saer, novelista argentino (f. 2005).
- 1938: Leon Panetta, político estadounidense.
- 1938: Moy Yat, artista marcial chino (f. 2001).
- 1939: Pedro Luis Barcia, lingüista argentino.
- 1940: José Sanchis Sinisterra, dramaturgo español.
- 1940: Muhammad Yunus, banquero y economista bengalí.
- 1941: David Lloyd Johnston, académico, abogado y político canadiense.
- 1941: Clifford Luyk, baloncestista español.
- 1942: David Kopay, jugador estadounidense de fútbol americano.
- 1942: Pedro Navascués, historiador español.
- 1942: Rupert Sheldrake, escritor, parapsicólogo y bioquímico británico.
- 1942: Frank Zane, culturista estadounidense.
- 1943: Pietro Guerra, ciclista italiano.
- 1943: Donald Johanson, paleoantropólogo estadounidense.
- 1943: Klaus von Klitzing, físico alemán, premio nobel de Física en 1985.
- 1943: Ismael Laguna, boxeador panameño.
- 1943: Alfonso Santisteban, director de orquesta y compositor español (f. 2013).
- 1944: Colette Cusset, botánica francesa.
- 1944: Philippe Druillet, historietista francés.
- 1944: Luis Alberto Nicolao, nadador argentino.
- 1944: Carlos Palenque, cantante, presentador de televisión y político boliviano (f. 1997).
- 1944: Luis del Val, periodista español.
- 1945: Raul Seixas, músico brasileño (f. 1989).
- 1945: Luisito Rey, cantante español (f. 1992).
- 1946: Bruce Davison, actor y cineasta estadounidense.
- 1946: Jaime Guzmán, político chileno (f. 1991).
- 1946: Gilda Radner, actriz y cantante estadounidense (f. 1989).
- 1947: Peter Abrahams, escritor estadounidense.
- 1947: Robin Ian MacDonald Dunbar, antropólogo británico.
- 1948: Kathy Bates, actriz estadounidense.
- 1948: Serguéi Bodrov, cineasta rusoestadounidense.
- 1949: Don Baylor, entrenador de béisbol estadounidense (f. 2017).
- 1949: Jorge Bonaldi, guitarrista, cantante y compositor uruguayo.
- 1949: Tom Owens, baloncestista estadounidense.
- 1950: Gary Habermas, historiador y filósofo estadounidense.
- 1950: David Lanz, pianista estadounidense.
- 1950: Mauricio Rojas, economista y político sueco-chileno.
- 1951: Walter Alva Alva, arqueólogo peruano.
- 1951: Lalla Ward, actriz y escritora británica.
- 1951: Jerry Calà, cineasta, cantante y humorista italiano.
- 1952: Tomás Boy, futbolista mexicano (f. 2022).
- 1952: Pietro Mennea, atleta y político italiano (f. 2013).
- 1952: Jean-Christophe Rufin, médico, escritor, académico y diplomático francés.
- 1953: Aída Ayala, periodista argentina.
- 1953: Héctor Raúl Rondán, ciclista uruguayo.
- 1954: Anna Birulés, política y directiva empresarial española.
- 1954: Julio Blanck, periodista y analista político (f. 2020).
- 1954: Alice Krige, actriz británica.
- 1954: Mario Marín Torres, político mexicano.
- 1954: Valentina Quintero, presentadora de televisión venezolana.
- 1954: Benoît Sokal, historietista y diseñador de videojuegos belga.
- 1955: Álvaro Cuesta, político español.
- 1955: Thomas Hampson, barítono estadounidense.
- 1956: Bakir Izetbegović, político bosnio.
- 1956: Helmut Kickton, director de coro y organista alemán.
- 1957: Luis Pagani, empresario argentino.
- 1957: Gueorgui Purvanov, presidente búlgaro.
- 1957: Jim Spanarkel, baloncestista estadounidense.
- 1958: Raúl Durán Reveles, arquitecto y político mexicano (f. 1996).
- 1959: Raúl Vallejo, escritor y político ecuatoriano.
- 1960: Gabriel Donoso, polista chileno (f. 2006).
- 1960: John Elway, jugador estadounidense de fútbol americano.
- 1961: Jeff Malone, baloncestista y entrenador estadounidense.
- 1961: Víctor Emilio Masalles Pere, obispo, economista y teólogo español.
- 1961: Antonio Walker Exministro de agricultura chileno
- 1962: Anisoara Cusmir-Stanciu, atleta rumana.
- 1962: Raúl Wensel, futbolista y entrenador argentino.
- 1963: Marco Barrientos, cantante mexicano.
- 1963: Charlie Clouser, teclista y compositor estadounidense (Nine Inch Nails).
- 1963: Beverley Craven, cantante estadounidense.
- 1963: Babatunde Fashola, político y abogado nigeriano.
- 1963: Ramón Pérez Araya, futbolista chileno.
- 1964: Daniel Giacomino, político argentino.
- 1965: Luis Abarca, futbolista chileno.
- 1965: Teté Delgado, artista y actriz española.
- 1965: Jessica Hecht, actriz estadounidense.
- 1965: Cyril Makanaky, futbolista camerunés.
- 1965: Joaquín Talismán, músico español.

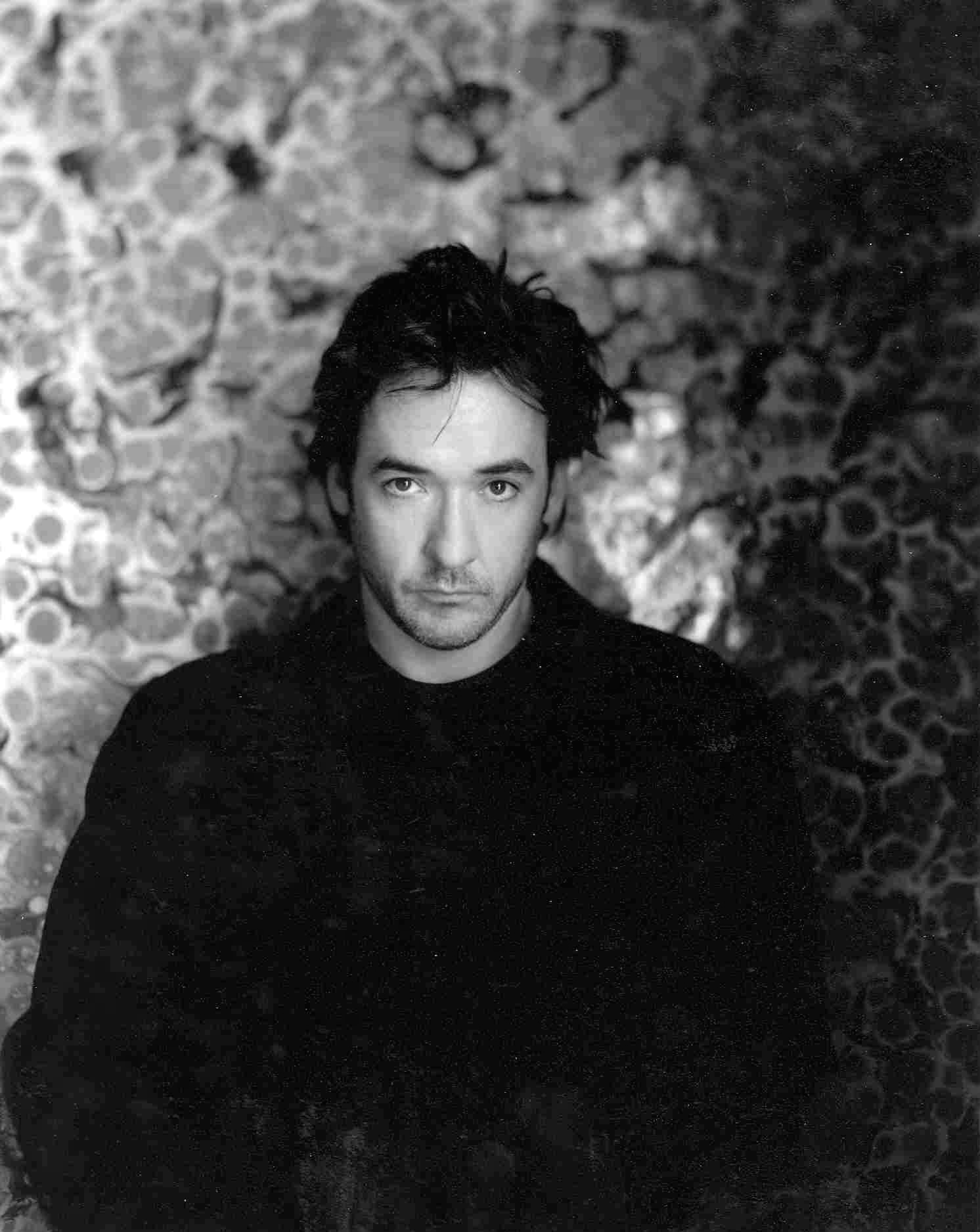
John Cusack.

- 1966: John Cusack, actor y guionista estadounidense.
- 1966: Andrew Lang, baloncestista estadounidense.
- 1966: Åsa Larsson, escritora sueca.
- 1966: Mary Stuart Masterson, actriz estadounidense.
- 1967: Gil Bellows, actor canadiense.
- 1967: Miguel Ángel Martínez Torres, ciclista español.
- 1967: Lars Riedel, atleta alemán.
- 1967: Myriam Seco, arqueóloga y egiptóloga española.

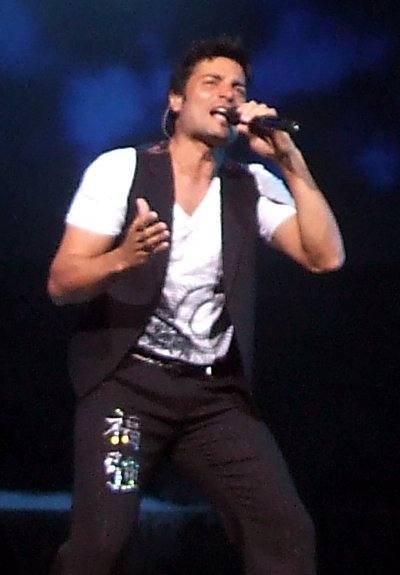
Chayanne.

- 1968: Chayanne, cantante y actor puertorriqueño.
- 1968: Otto, cantante brasileño.
- 1968: Jay Schroeder, jugador estadounidense de fútbol americano.
- 1968: Adam Woodyatt, actor británico.
- 1969: Marcela Carvajal, actriz y directora colombiana.
- 1969: Stéphane Chapuisat, futbolista suizo.
- 1969: Ayelet Zurer, actriz estadounidense.
- 1970: Oliver Hartmann, guitarrista estadounidense, de la banda At Vance.
- 1970: Roope Latvala, guitarrista finlandés.
- 1971: Abu Bakr al-Baghdadi, terrorista yihadista (f. 2019).
- 1971: Fabien Barthez, futbolista francés.
- 1971: Bobby Hurley, baloncestista estadounidense.

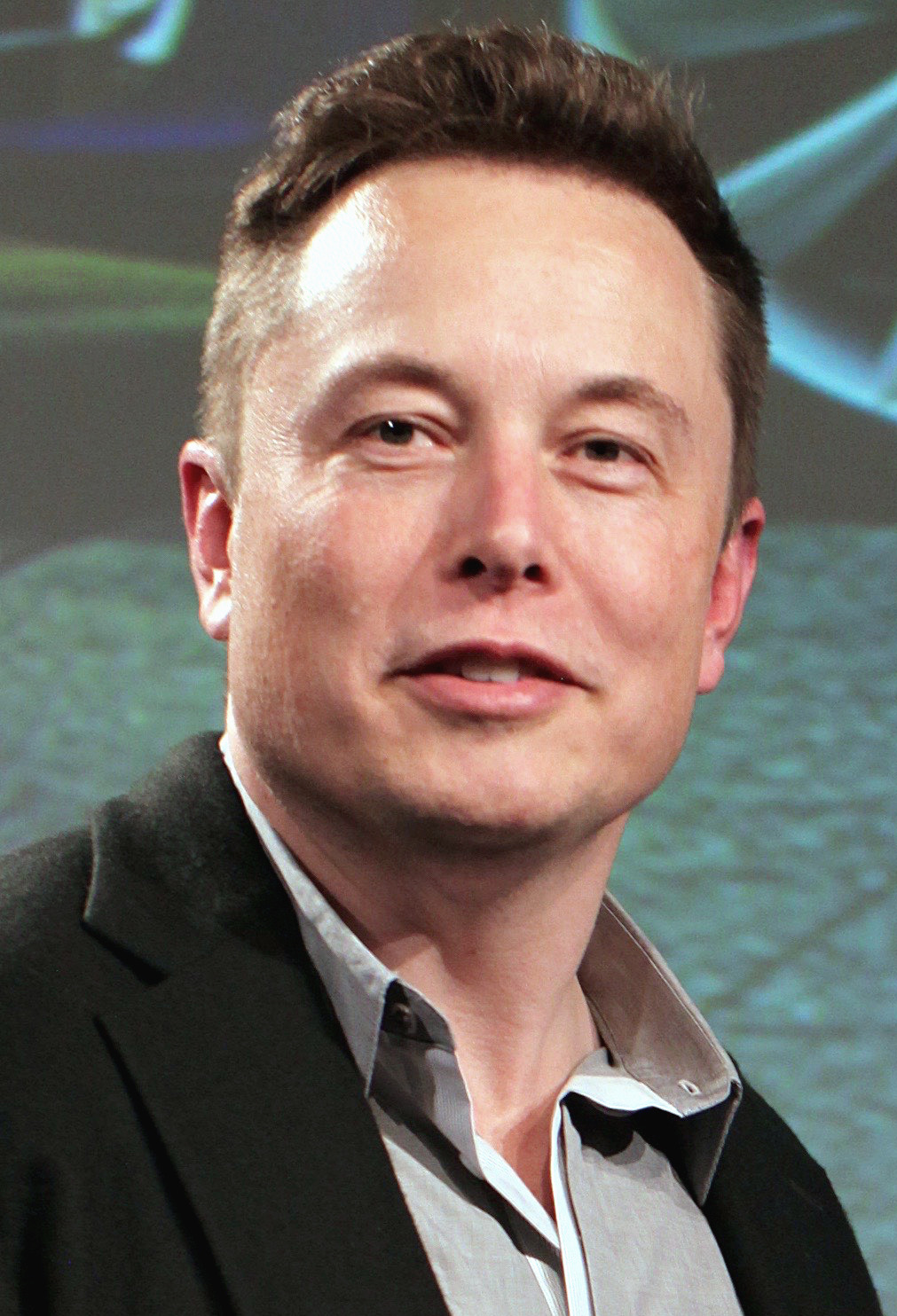
Elon Musk.

- 1971: Elon Musk, empresario y político estadounidense.
- 1972: Pity Álvarez, cantautor argentino, de la banda Intoxicados.
- 1972: Ngô Bảo Châu, matemático vietnamita.
- 1972: Julie Doiron, cantante y compositora canadiense.
- 1972: Óscar Esquivias, escritor español.
- 1972: Jon Heidenreich, luchador estadounidense.
- 1972: David Hyatt, programador estadounidense.
- 1972: Mark Merklein, tenista estadounidense.
- 1972: Alessandro Nivola, actor estadounidense.
- 1972: Jorge San Esteban, futbolista argentino.
- 1973: Eduardo Aldán, presentador de televisión, humorista y actor español.
- 1973: MisterChip (Alexis Martín-Tamayo), periodista y experto en datos deportivos.
- 1973: Alberto Berasategui, tenista español.
- 1973: Kjetil-Vidar Haraldstad, bajista noruego, de la banda Satyricon.
- 1973: Carlos Martínez Mínguez, político español.
- 1973: Youssef Rossi, futbolista marroquí.
- 1973: Regillio Simons, futbolista neerlandés.
- 1974: Manola Diez, actriz mexicana.
- 1974: Rob Dyrdek, skateboarder y actor estadounidense.
- 1975: Ning Baizura, cantante malaya.
- 1975: Richard Hidalgo, beisbolista venezolano.
- 1975: Mercedes Margalot, jugadora de hockey hierba argentina.
- 1975: Jon Nödtveidt, cantante, compositor y guitarrista noruego, de la banda Dissection (f. 2006).
- 1976: Shinobu Asagoe, tenista japonesa.
- 1976: Sheila Herrero, patinadora española.
- 1976: Hans Sarpei, futbolista ghanés.
- 1976: Ramsés Gil, futbolista y entrenador español.
- 1976: Aitor Calle Hernández, futbolista y entrenador español.
- 1976: Nawaf Al-Temyat, futbolista saudí.
- 1976: Santiago Baños, futbolista mexicano.
- 1976: Fernando Solís Núñez, futbolista chileno.
- 1976: Satam al-Suqami, terrorista saudí que participó en el 11S (f. 2001).
- 1977: Measha Brueggergosman, soprano y actriz canadiense.
- 1977: Fernando J. López, escritor español.
- 1977: Mark Stoermer, bajista estadounidense, de la banda The Killers.
- 1977: Juan Díaz Prendes, futbolista español.
- 1977: Davide Mandelli, futbolista italiano.
- 1977: Anna Allen, actriz española.
- 1977: Łukasz Surma, futbolista polaco.
- 1978: Sergio Salas, futbolista chileno.
- 1978: Bernd Thijs, futbolista belga.
- 1978: Dermival Almeida Lima, futbolista brasileño.
- 1979: Ha Ji Won, actriz y cantante surcoreana.
- 1979: Nélida Béjar, compositora española.

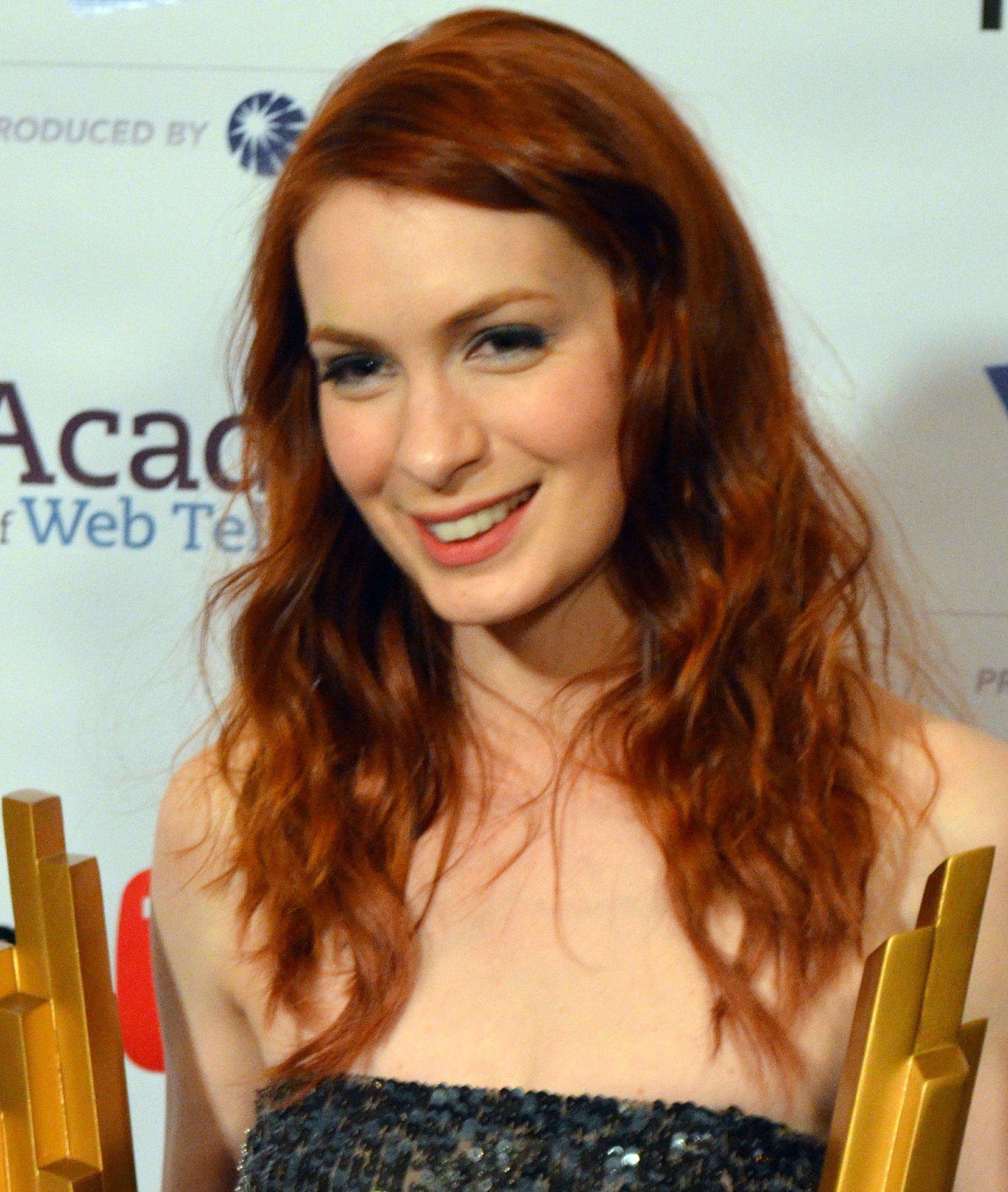
Felicia Day.

- 1979: Felicia Day, actriz y guionista estadounidense.
- 1979: Alejandro Lago, futbolista uruguayo.
- 1979: Tim McCord, guitarrista estadounidense, de la banda Evanescence.
- 1979: Leticia Judith Murray Acedo, modelo mexicana.
- 1979: James Spithill, regatista australiano.
- 1980: Maurizio Domizzi, futbolista italiano.
- 1980: Birger Maertens, futbolista belga.
- 1980: Flávio Saretta, tenista brasileño
- 1980: Rodney White, baloncestista estadounidense.
- 1981: Vasil Kiryienka, ciclista bielorruso.
- 1981: Guillermo Martínez López, atleta cubano.
- 1981: Brandon Phillips, beisbolista estadounidense.
- 1981: Mara Santangelo, tenista italiana.
- 1981: Kevin Truckenmiller, cantante estadounidense, de la banda Quietdrive.
- 1981: Jon Watts, cineasta estadounidense.
- 1982: Rorys Aragón, futbolista ecuatoriano.
- 1982: Diego Gallo González, nadador uruguayo.
- 1982: Marino García, futbolista colombiano.
- 1982: Irakli Garibashvili, político georgiano.
- 1982: Vladímir Potkin, ajedrecista ruso.
- 1982: Sixto Rojas, futbolista paraguayo (f. 2007).
- 1982: Grazi Massafera, actriz y modelo brasileña.
- 1983: Dorge Kouemaha, futbolista camerunés.
- 1983: Carolina Soto, cantante chilena.
- 1983: Dmitri Yakovenko, ajedrecista ruso.
- 1983: Reynald Lemaître, futbolista francés.
- 1983: Kim Young-kwang, futbolista surcoreano.
- 1984: Andriy Pyatov, futbolista ucraniano.
- 1984: Samuel Holmén, futbolista sueco.
- 1984: Miki Martínez, futbolista español.
- 1984: Ramazan Özcan, futbolista austriaco.
- 1985: Gloria Aura, actriz y cantante mexicana.
- 1985: Phil Bardsley, futbolista británico.
- 1985: Raúl González Guzmán, futbolista venezolano.
- 1985: Ahmed Kantari, futbolista marroquí.
- 1985: Ataru Nakamura, cantante y actriz japonesa.
- 1985: Ronald Quinteros, futbolista peruano.
- 1986: Kellie Pickler, cantante estadounidense.
- 1986: Shadia Simmons, actriz canadiense.
- 1986: Jayann Bautista, cantante filipina.
- 1987: Amanda Babin, modelo estadounidense.
- 1987: John Jairo Garcés, futbolista ecuatoriano.
- 1987: Terrence Williams, baloncestista estadounidense.
- 1988: Rogerio Leichtweis, futbolista paraguayo.
- 1988: Nikolay Mihaylov, futbolista búlgaro.
- 1988: Alina Orlova, cantante lituana.
- 1988: Juana Repetto, actriz, comediante y bailarina argentina.
- 1989: Sergio Asenjo, futbolista español.
- 1989: Hiroki Miyazawa, futbolista japonés.
- 1989: Fumiya Kogure, futbolista japonés.
- 1989: Jorge Luis Díaz, futbolista uruguayo.
- 1989: Mark Edward Fischbach, youtuber e influencer estadounidense.
- 1990: Daniel Cervantes, futbolista mexicano.
- 1990: Mário Figueira Fernandes, futbolista brasileño.
- 1990: Nicholas Purcell, actor estadounidense.
- 1990: Jasmine Richards, actriz y cantante canadiense.
- 1990: Daisy Turner, actriz y modelo británica.
- 1991: Kevin De Bruyne, futbolista belga.
- 1991: Seohyun, cantante, actriz surcoreana, integrante del grupo Girls' Generation.
- 1991: Kang Min Hyuk, cantante surcoreano.
- 1991: Will Stevens, piloto de automovilismo británico.
- 1991: Jon Gaztañaga, futbolista español.
- 1991: Juliana Castro, futbolista uruguaya.
- 1991: Dener Assunção Braz, futbolista brasileño del Chapecoense (f. 2016).

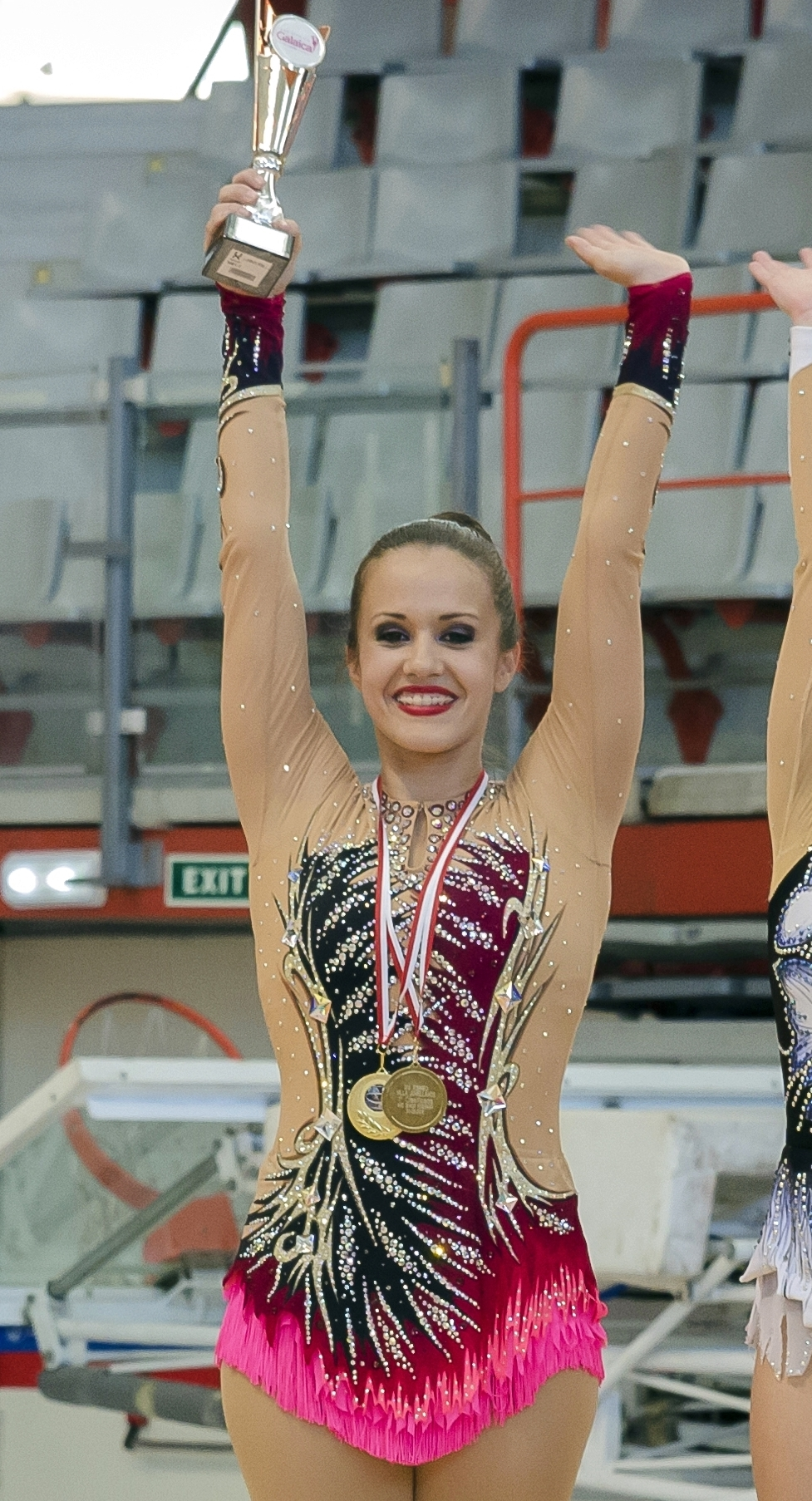
Raquel Rodríguez.

- 1992: Oscar Hiljemark, futbolista sueco.
- 1992: Raquel Rodríguez, gimnasta española.
- 1992: Francisco Morante Martínez, futbolista español.
- 1992: Wellington Rato, futbolista brasileño.
- 1992: Julio César González, futbolista paraguayo.
- 1992: Mansour Kasse, baloncestista senegalés.
- 1992: Raúl Marcos, jugador de pádel español.
- 1993: Bradley Beal, baloncestista estadounidense.
- 1993: Mohamed Benkhemassa, futbolista argelino.
- 1993: Francisco Manuel Tena Jaramillo, futbolista español.
- 1993: Umut Nayir, futbolista turco.
- 1994: Juan Ignacio Cavallaro, futbolista argentino.
- 1994: Josip Mišić, futbolista croata.
- 1994: Alessio Cragno, futbolista italiano.
- 1995: Kåre Hedebrant, actor sueco.
- 1995: Matheus Biteco, futbolista brasileño, víctima del Vuelo 2933 de LaMia (f. 2016).
- 1995: Demi-Leigh Nel-Peters, modelo sudafricana y ganadora de los títulos miss Sudáfrica 2017 y Miss Universo 2017.
- 1995: Krizza Neri, cantante filipina.
- 1996: Donna Vekić, tenista croata.
- 1996: Kentaro Wada, futbolista japonés.
- 1996: Ko Yanagisawa, futbolista japonés.
- 1996: Ebuka Izundu, baloncestista estadounidense.
- 1996: Terrence Mashego, futbolista sudafricano.
- 1997: Aleix García, futbolista español.
- 1997: Jean-Philippe Mateta, futbolista francés.
- 1997: Lovro Mazalin, baloncestista croata.
- 1997: Baylee Steele, baloncestista estadounidense.
- 1997: Biran Damla Yılmaz, actriz turca.
- 1998: Óscar Rodríguez Arnaiz, futbolista español.
- 1998: Ayoub Abou, futbolista marroquí.
- 1998: Momo Mbaye, futbolista senegalés.
- 1998: Pedro Gonçalves, futbolista portugués.
- 1998: Júlíus Magnússon, futbolista islandés.
- 1998: Nicolás Domínguez, futbolista argentino.
- 1998: Alan Cantero, futbolista argentino.
- 1998: Kaina Yoshio, futbolista japonés.
- 1999: Obadiah Noel, baloncestista estadounidense.
- 2000: Igor Paixão, futbolista brasileño.
- 2000: Jemali-Giorgi Jinjolava, futbolista georgiano.
- 2000: Melvine Malard, futbolista francesa.
- 2000: Yukinari Sugawara, futbolista japonés.
- 2000: Franco Godoy, futbolista argentino.
- 2000: Axel Gómez, futbolista hondureño.
- 2000: Maksym Taloverov, futbolista ucraniano.
- 2000: Eric Johansson, balonmanista sueco.
- 2000: Bianka Nagy, piragüista húngara.
- 2000: Yorkinbek Odilov, atleta uzbeko.
- 2001: Miguel Ángel Prendes, futbolista español.
- 2001: Dion Vlak, futbolista neerlandés.
- 2001: Gian Marco Crespi, futbolista italiano.
- 2001: Gabriel Villamíl, futbolista boliviano.
- 2001: Elisabeth Terland, futbolista noruega.
- 2001: Carlos Canal, ciclista español.
- 2001: Dorian Williams, jugador de fútbol americano estadounidense.
- 2002: Rafael Fernandes, futbolista portugués.
- 2002: João Daniel Santos, futbolista portugués.
- 2002: Vladimir Lučić, futbolista serbio.
- 2002: Ivan Sviridov, futbolista kazajo.
- 2002: Kristo Hussar, futbolista estonio.
- 2003: Marta García Rincón, halterófila española.
- 2004: Franculino Djú, futbolista bisauguineano.
- 2004: Izan Guevara, piloto de motociclismo español.
- 2006: Laurel Griggs, actriz infantil estadounidense (f. 2019).

## Fallecimientos
- 202: Yuan Shao, señor de la guerra durante la guerra civil hacia el final de la Dinastía Han (n. 154).

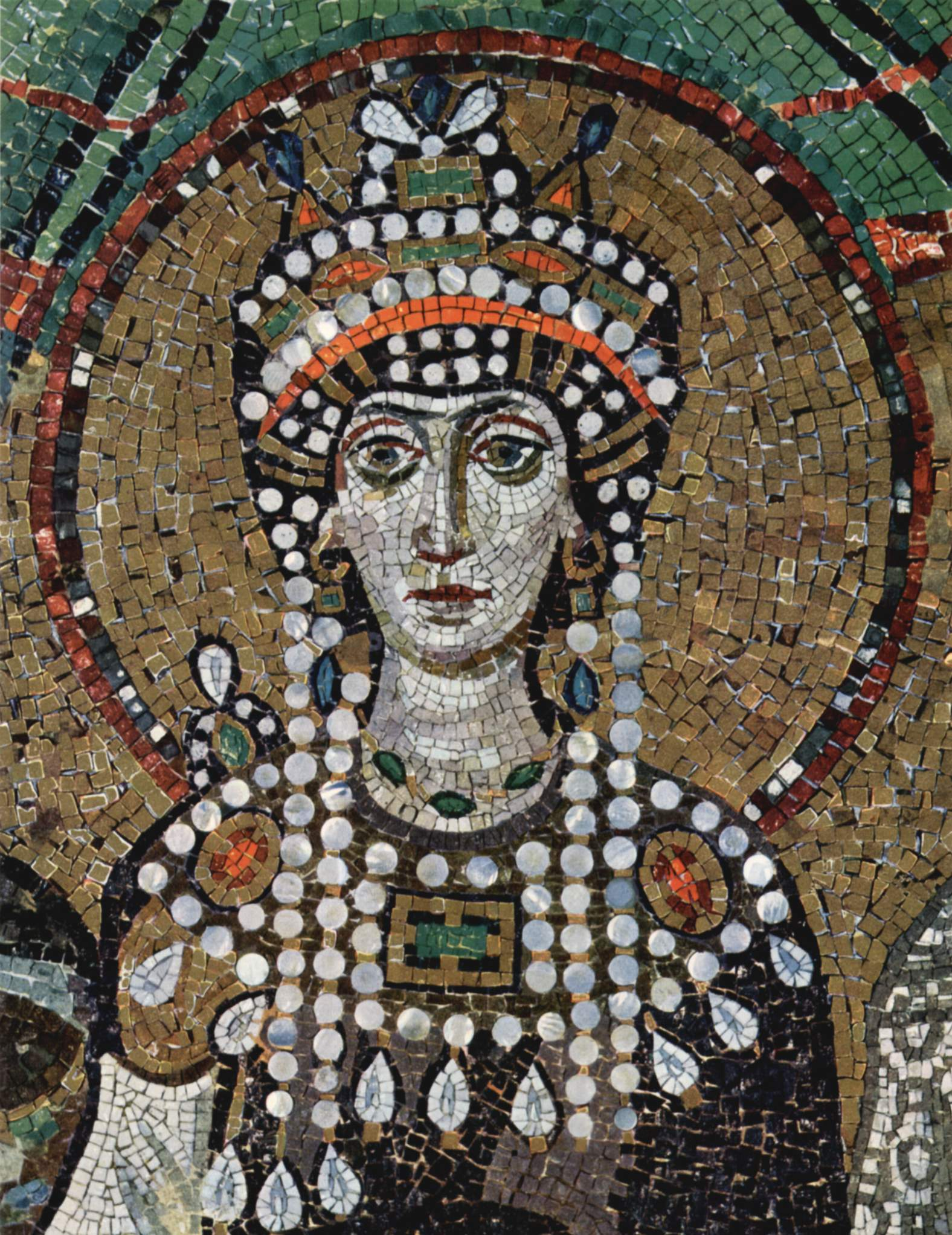
Teodora de Bizancio.

- 548: Teodora, emperatriz bizantina esposa de Justiniano I (c. 500).
- 572: Alboino, rey lombardo (n. 530).
- 767: Paulo I, papa entre 757 y 767 (n. 700).
- 928: Luis III el Ciego, emperador romano germánico (n. 880).
- 1019: Heimerado de Hassungen, peregrino y predicador alemán (n. 970).
- 1057: Víctor II, papa romano.
- 1061: Florencio de Países Bajos, aristócrata neerlandés (n. 1020).
- 1119: Roger de Salerno, regente antioquiano.
- 1174: Andréi Bogoliubski, aristócrata y santo ruso (n. 1111).
- 1189: Matilde Plantagenet, aristócrata sajona (n. 1156).

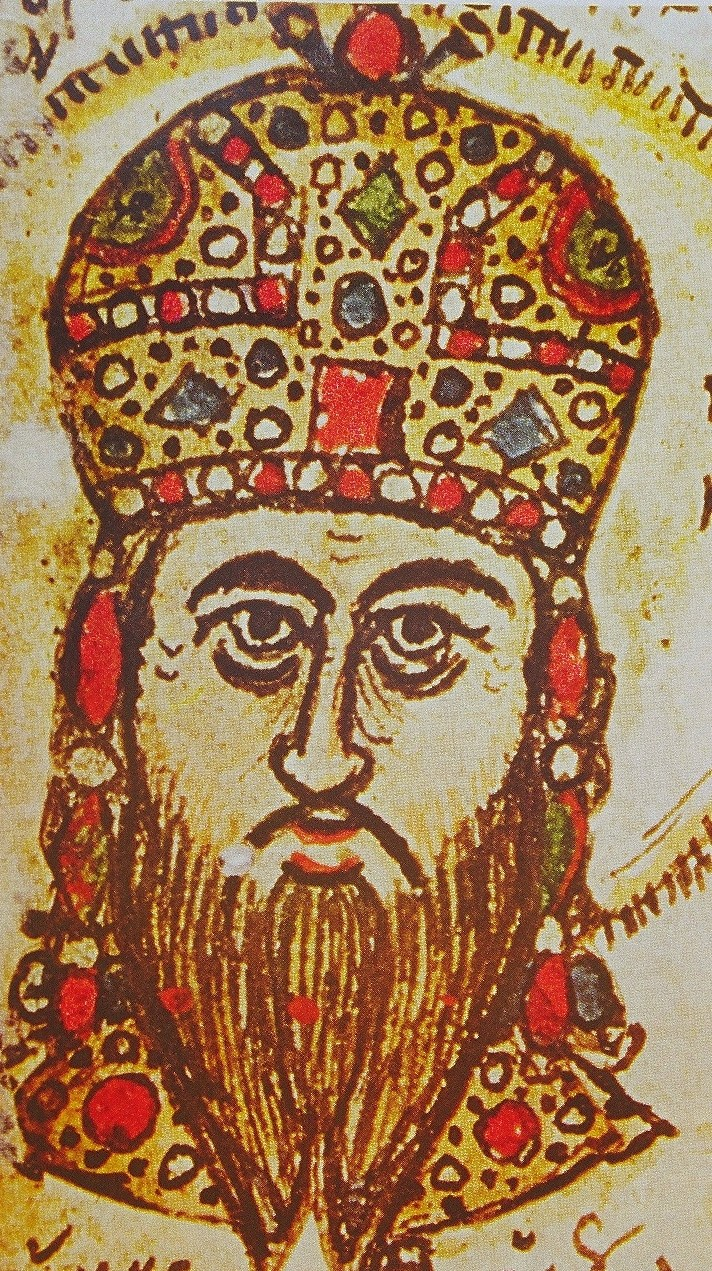
Andrónico IV Paleólogo.

- 1385: Andrónico IV Paleólogo, emperador bizantino (n. 1348).
- 1389: Miloš Obilić, militar serbio.
- 1589: Primož Trubar, reformador protestante esloveno (n. 1508).
- 1598: Abraham Ortelius, geógrafo y cartógrafo neerlandés (n. 1527).
- 1607: Domenico Fontana, arquitecto italiano (n. 1543).
- 1623: Federico Ubaldo della Rovere, aristócrata italiano (n. 1605).
- 1628: Jens Munk, navegante y explorador noruego-danés (n. 1579).
- 1649: Gioacchino Assereto, pintor italiano (n. 1600).
- 1650: Jean Rotrou, escritor francés (n. 1609).
- 1654: Juan Southworth, santo inglés (n. 1592).
- 1681: María Angélica de Scorailles, aristócrata francesa (n. 1661).
- 1708: Melchor de Liñán y Cisneros, virrey español en Perú (n. 1629).
- 1721: Isaac Sailmaker, marino y pintor neerlandés (n. 1633).
- 1729: Miguel Núñez de Sanabria, abogado y político hispanoperuano (n. 1645).
- 1757: Sofía Dorotea de Hannover, reina prusiano (n. 1687).
- 1768: George Hadley, abogado y meteorólogo británico (n. 1685).
- 1801: Martin Johann Schmidt, pintor austríaco (n. 1718).
- 1809: Francisco de Biedma y Narváez, marino y explorador español (n. 1737).
- 1813: Gerhard von Scharnhorst, general prusiano (n. 1755).
- 1815: Torii Kiyonaga, artista japonés (n. 1752).
- 1816: Faustino Álvarez de Foronda, aristócrata criollo hispanoperuano (n. 1739).
- 1816: Johannes Flüggé, botánico y profesor alemán (n. 1776).
- 1816: José de Mónaco, heredero monegasco (n. 1767).
- 1821: August Friedrich Schweigger, médico y naturalista alemán (n. 1783).
- 1829: Georg Wolfgang Franz Panzer, médico y botánico alemán (n. 1755).

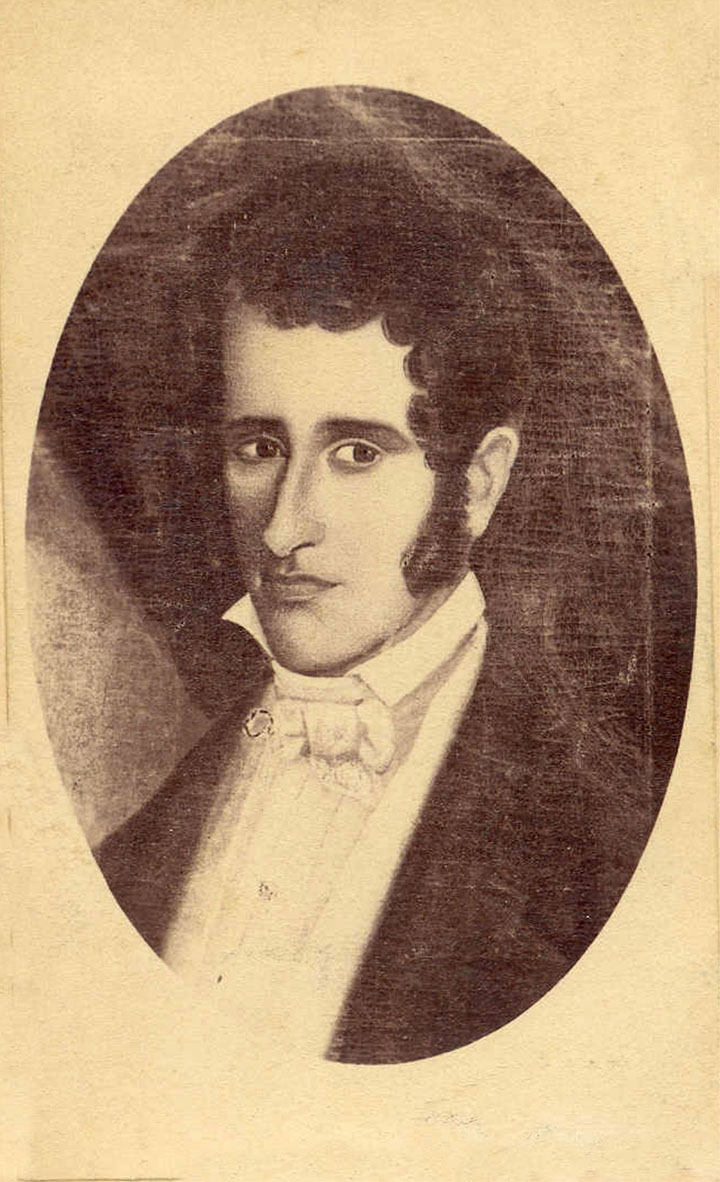
José Fernández Madrid.

- 1830: José Fernández Madrid, revolucionario colombiano (n. 1789).
- 1836: James Madison, político estadounidense, 4.º presidente (n. 1751).
- 1838: Carlos García y Bocanegra, abogado mexicano (n. 1788).
- 1839: Ramón Maza, militar argentino (n. 1810).
- 1844: Plácido (Gabriel de la Concepción Valdés), poeta afrocubano injustamente ejecutado (n. 1809).
- 1847: Edwin John Quekett, botánico británico (n. 1808).
- 1848: Jean-Baptiste Debret, pintor francés (n. 1768).
- 1850: Jacinto Roque de Sena Pereira, marino portugués (n. 1784).
- 1853: Manuel Guillermo Pinto, militar argentino (n. 1783).
- 1856: Matías Pérez, aeronauta lusocubano (n. años 1810).
- 1867: Digby Mackworth Dolben, poeta británico (n. 1848).
- 1881: Jules-Armand Dufaure, político francés, primer ministro de su país (n. 1798).
- 1882: Jacques Nicolas Ernest Germain de Saint-Pierre, médico y botánico francés (n. 1815).
- 1888: Andrés del Valle, político salvadoreño (n. 1833).
- 1889: Maria Mitchell, astrónoma estadounidense (n. 1818).
- 1891: José Inzenga, compositor español (n. 1828).
- 1904: Daniel Decatur Emmett, letrista y director teatral estadounidense (n. 1815).
- 1907: Hermenegildo Bustos, pintor mexicano (n. 1832).
- 1913: Ernst Betche, botánico y explorador alemán (n. 1851).
- 1913: Manuel Ferraz de Campos Sales, político y abogado brasileño (n. 1841).
- 1914: Camillo Boito, arquitecto y escritor italiano (n. 1836).
- 1914: El Tuerto de Pirón, bandolero español.Francisco Fernando de Austria.

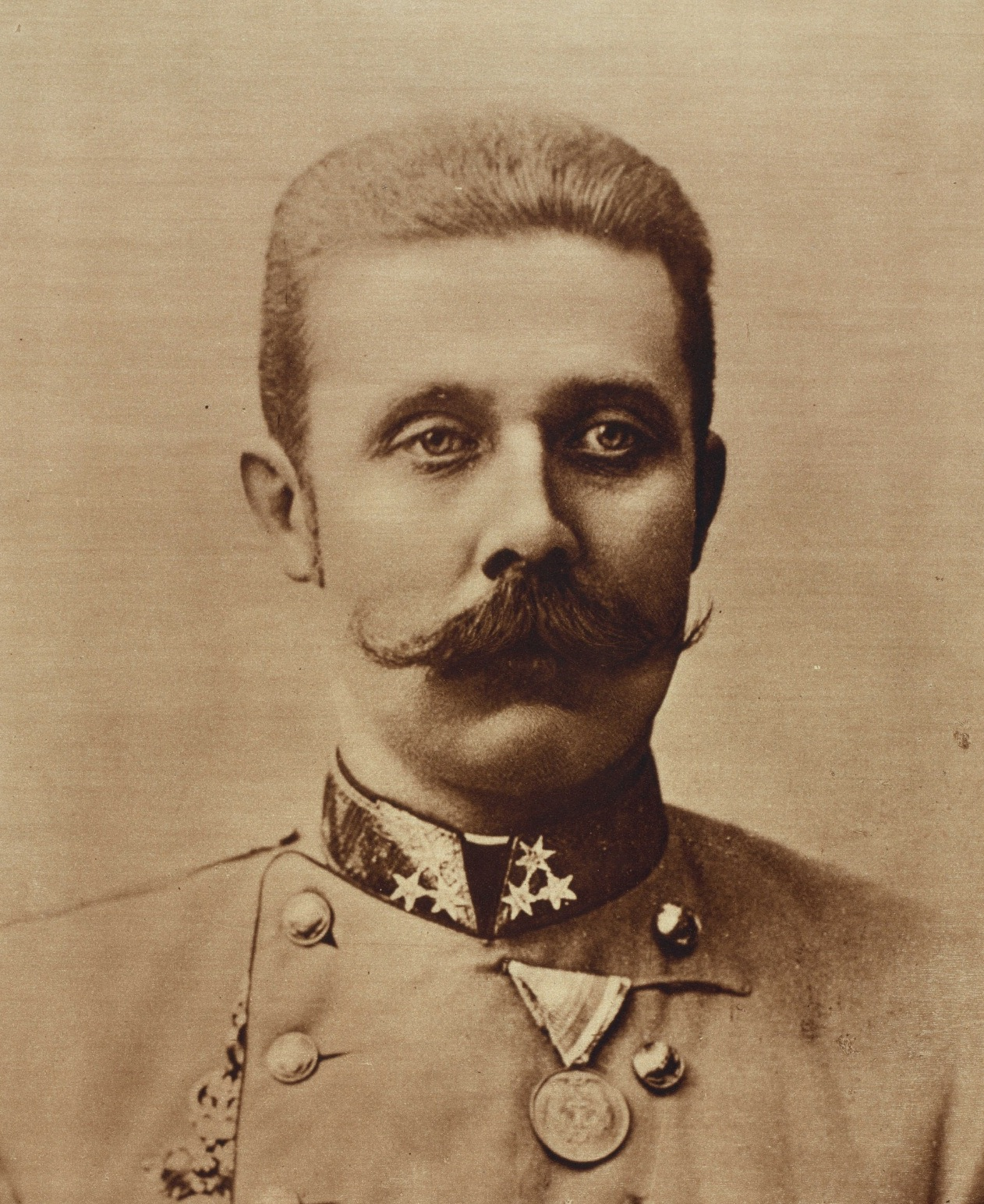
Francisco Fernando de Austria.

- 1914: Francisco Fernando de Austria, aristócrata austrohúngaro; asesinado (n. 1841).
- 1914: Sofía Chotek, aristócrata alemana, esposa de Ferdinando; asesinada (n. 1868).
- 1915: Guillermo Billinghurst Angulo, político, empresario y periodista peruano (n. 1851).
- 1916: Ştefan Luchian, pintor rumano (n. 1868).
- 1916: Christian Luerssen, botánico alemán (n. 1843).
- 1917: Sven Berggren, naturalista y botánico sueco (n. 1837).
- 1918: Albert Henry Munsell, pintor estadounidense (n. 1858).
- 1922: Velimir Jlébnikov, poeta ruso (n. 1885).
- 1923: Emilio Frers, abogado y político argentino (n. 1854).
- 1924: Guillermo Renner, pintro francés (n. 1843).
- 1925: Luis Monteverde, agrimensor, ingeniero y político argentino (n. 1859).
- 1925: Georgina Febres-Cordero, religiosa venezolana (n. 1861).
- 1928: Ida Ferenczy, aristócrata húngara, dama de compañía de la emperatriz Sissí de Baviera (n. 1839).
- 1929: Edward Carpenter, poeta y filósofo británico (n. 1844).
- 1930: Juan Antonio Benlliure, escultor español (n. 1859).
- 1935: Enrique Lynch Arribálzaga, zoólogo y ornitólogo argentino (n. 1856).
- 1936: Alexander Berkman, escritor y activista estadounidense (n. 1870).
- 1937: Max Adler, jurista, político y filósofo austríaco (n. 1873).
- 1939: Luis Manrique, actor español (n. ¿1890?).
- 1939: Bobby Vernon, actor estadounidense (n. 1898).
- 1940: Modesto Méndez Álvarez, historietista español (f. 1885).

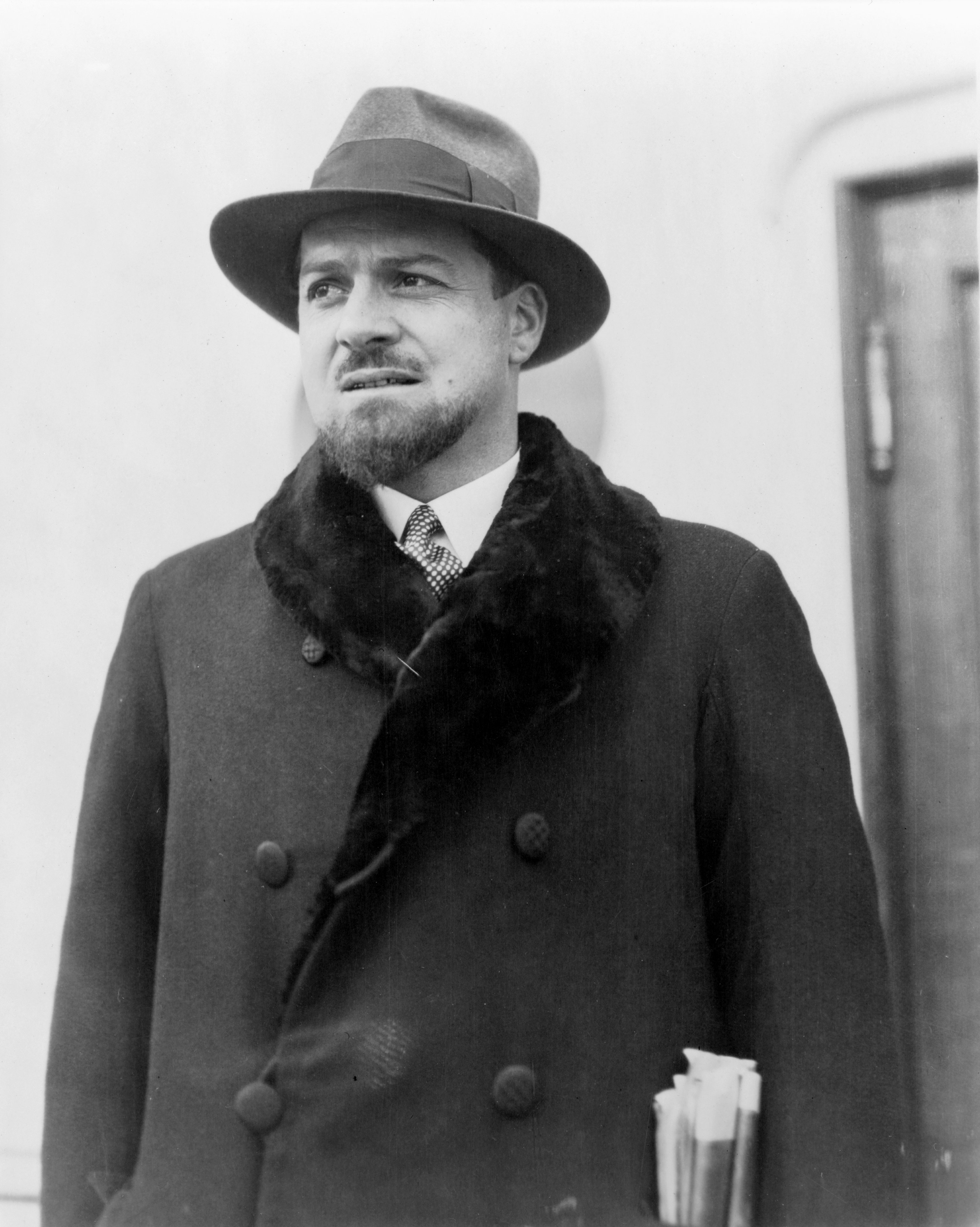
Italo Balbo.

- 1940: Italo Balbo, político italiano (n. 1896).
- 1940: Vicent Miquel Carceller, periodista español.
- 1940: Isidro Escandell, político español (n. 1895).
- 1940: Carlos Gómez Carrera, dibujante español (n. 1903).
- 1942: Yanka Kupala, escritor bielorruso (n. 1882).
- 1943: Pietro Porcelli, escultor italiano (n. 1872).
- 1943: Frida Uhl, escritora austríaca (n. 1872).
- 1947: Alcibíades Roldán Álvarez, político chileno (n. 1859).
- 1948: Jesús Enrique Lossada, intelectual venezolano (n. 1892).
- 1958: Alfred Noyes, escritor británico (n. 1880).
- 1960: Juan Jover Sañés, piloto de carreras español (n. 1903).
- 1960: Móric Esterházy, aristócrata y político húngaro (n. 1881).
- 1960: Jaume Vicens Vives, historiador español (n. 1910).
- 1962: Mickey Cochrane, beisbolista estadounidense (n. 1903).

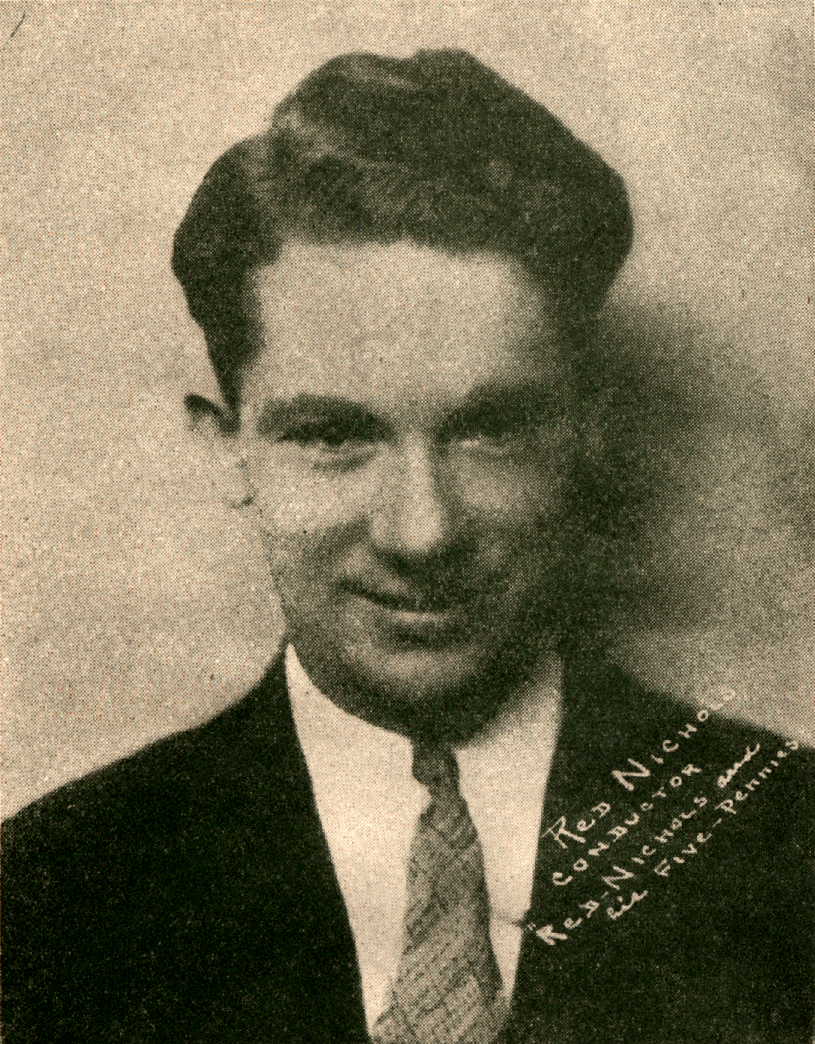
Red Nichols.

- 1965: Red Nichols, cornetista y compositor estadounidense de jazz (n. 1905).
- 1966: Paul Manship, escultor estadounidense (n. 1885).
- 1968: Unto Mononen, compositor finlandés (n. 1930).
- 1970: Jan C. Vondrouš, grabador checo (n. 1884).
- 1971: Franz Stangl, oficial de las SS austríaco (n. 1908).
- 1971: Camille Clifford, actriz de teatro belga (n. 1885).
- 1972: Prasanta Chandra Mahalanobis, científico indio (n. 1893).
- 1972: Rafael Pérez de la Dehesa, historiador español (n. 1931).
- 1973: Francisco López de Goicoechea, político español (n. 1894).
- 1974: María Lejárraga, escritora española (n. 1874).
- 1975: Konstantinos Apostolos Doxiadis, arquitecto griego (n. 1913).
- 1975: Ofelia Rodríguez Acosta, escritora y activista cubana (n. 1902).
- 1975: Rod Serling, guionista estadounidense (n. 1924).
- 1975: Mijaíl Shumilov, militar soviético (n. 1895)
- 1976: Stanley Baker, actor y productor galés (n. 1927).
- 1978: José María Portell, periodista español (n. 1933).
- 1980: Herbie Faye, actor estadounidense (n. 1899).
- 1980: José Iturbi, director de orquesta, pianista y compositor español (n. 1895).
- 1981: Terry Fox, atleta y activista político canadiense (n. 1958).
- 1982: Raúl Berón, tanguista argentino (n. 1920).
- 1982: Roger Pla, escritor y crítico de arte argentino (n. 1912).
- 1984: Raimundo Blanco, futbolista español (n. 1918).
- 1984: Yigael Yadin, arqueólogo, militar y político israelí (n. 1917).
- 1985: Rinus Meijer, escultor neerlandés (n. 1917).
- 1985: Lynd Ward, escritor e ilustrador estadounidense (n. 1905).
- 1988: Guillermo Porras Muñoz, abogado, historiador y académico mexicano (n. 1917).
- 1988: Kurt Raab, actor alemán (n. 1941).
- 1989: Antoni Campañà Bandranas, fotógrafo catalán (n. 1906).
- 1989: Joris Ivens, cineasta neerlandés (n. 1898).
- 1989: Alfredo Sadel, cantante venezolano (n. 1930).

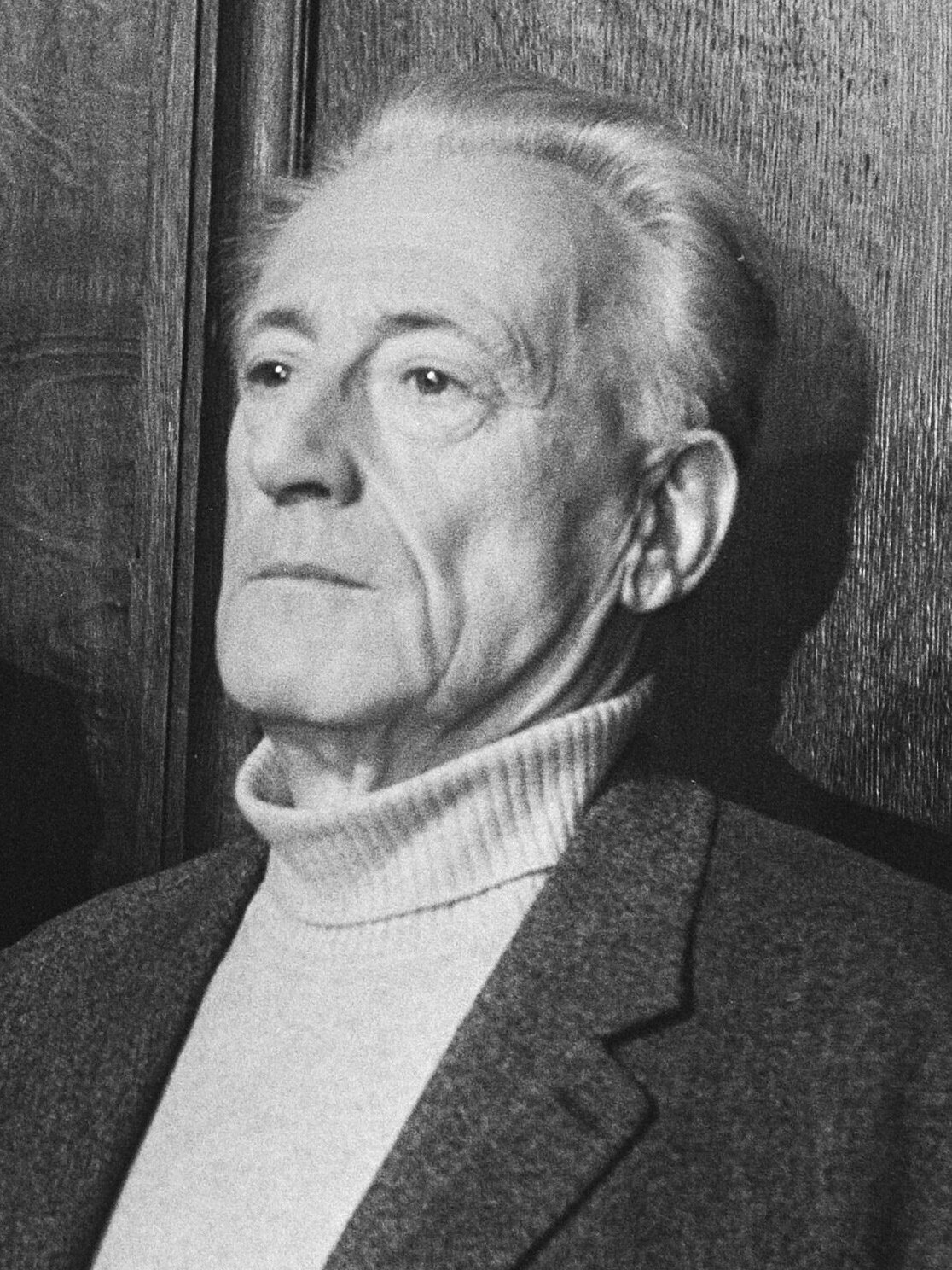
Henri Lefebvre.

- 1991: Henri Lefebvre, filósofo marxista francés (n. 1901).
- 1992: Mijaíl Tal, ajedrecista letón (n. 1936).
- 1993: GG Allin, cantante estadounidense, de las bandas The Murder Junkies y The Jabbers (n. 1956).
- 1993: Boris Christoff, bajo de ópera búlgaro (n. 1914).
- 1993: Olga Costa, pintora mexicana (n. 1913).
- 1995: Mercedes Ballesteros Gaibrois, escritora española (n. 1913).
- 1995: Francisco Grande Covián, bioquímico español (n. 1909).
- 1996: Francisco Alcuaz, piloto de automovilismo argentino (n. 1942).
- 1996: Julio Bolbochán, ajedrecista argentino (n. 1920).
- 1996: Rafael Agustín Gumucio, político chileno (n. 1909).
- 1997: Paulina Lazareno, actriz mexicana (n. 1977).
- 1998: Mario Romero, escritor argentino (n. 1943).
- 1998: Jack Rowley, futbolista británico (n. 1920).
- 1999: Vere Cornwall Bird, político caribeño (n. 1910).
- 1999: Hilde Krahl, actriz austríaca (n. 1917).
- 2000: Nils Poppe, actor sueco (n. 1908).
- 2001: Mortimer Adler, filósofo estadounidense (n. 1902).
- 2001: Joan Sims, actriz británica (n. 1930).
- 2005: Cecil Baugh, escultor jamaicano (n. 1908).
- 2005: Vicente Osvaldo Cutolo, historiador argentino (n. 1922).
- 2006: Jim Baen, publicista estadounidense (n. 1943).
- 2006: Fina Basser, actriz argentina (n. ¿?).
- 2006: Fabián Bielinsky, cineasta argentino (n. 1959).
- 2007: Karl Gotch, luchador profesional belga (n. 1924).
- 2007: Kiichi Miyazawa, político japonés (n. 1919).
- 2008: Irina Baronova, bailarina rusa (n. 1919).
- 2008: Josep Bassas, piloto de rallies español (n. 1961).
- 2008: Ruslana Korshunova, modelo kazaja (n. 1987).
- 2009: René Benavides, empresario y político chileno (n. 1922).
- 2009: Marco de Brix, cantante paraguayo (n. 1963).
- 2009: Billy Mays, televendedor estadounidense (n. 1958).
- 2010: Miguel Ara Torrell, piloto español de vuelo sin motor español (n. 1921).
- 2010: Bill Aucoin, mánager de bandas estadounidense (n. 1943).
- 2010: Robert Byrd, político estadounidense (n. 1917).
- 2010: Ricardo Falcón, historiador y profesor argentino (n. 1945).
- 2010: Vicente Fuentes Díaz, político e historiador mexicano (n. 1920).
- 2010: Maruja Pino Piñeiro, escritora gallega (n. 1918).
- 2011: Ignacio Román, compositor, productor y letrista de flamenco español (n. 1925).
- 2011: Nelson García Otero, jurista uruguayo (n. 1922).
- 2012: Herb Scherer, baloncestista estadounidense (n. 1929).
- 2013: Yiye Ávila, evangelista puertorriqueño (n. 1924).[3]
- 2013: Matt Osborne, luchador profesional estadounidense (n. 1957).
- 2013: Kenneth Minogue, político y académico neozelandés (n. 1930).
- 2013: Silvi Vrait, cantante y actriz estonia (n. 1951).
- 2014: Meshach Taylor, actor estadounidense (n. 1947).
- 2018: Christine Nöstlinger, escritora austríaca (n. 1936).
- 2021: Sergio Víctor Palma, boxeador argentino (n. 1956).
- 2023: Lowell Weicker, político estadounidense (n. 1931).
- 2023: Talina Fernández, actriz, presentadora de televisión y periodista mexicana (n. 1944).

## Celebraciones
- Día Mundial del Árbol.

- Día Mundial de la Fenilcetonuria.

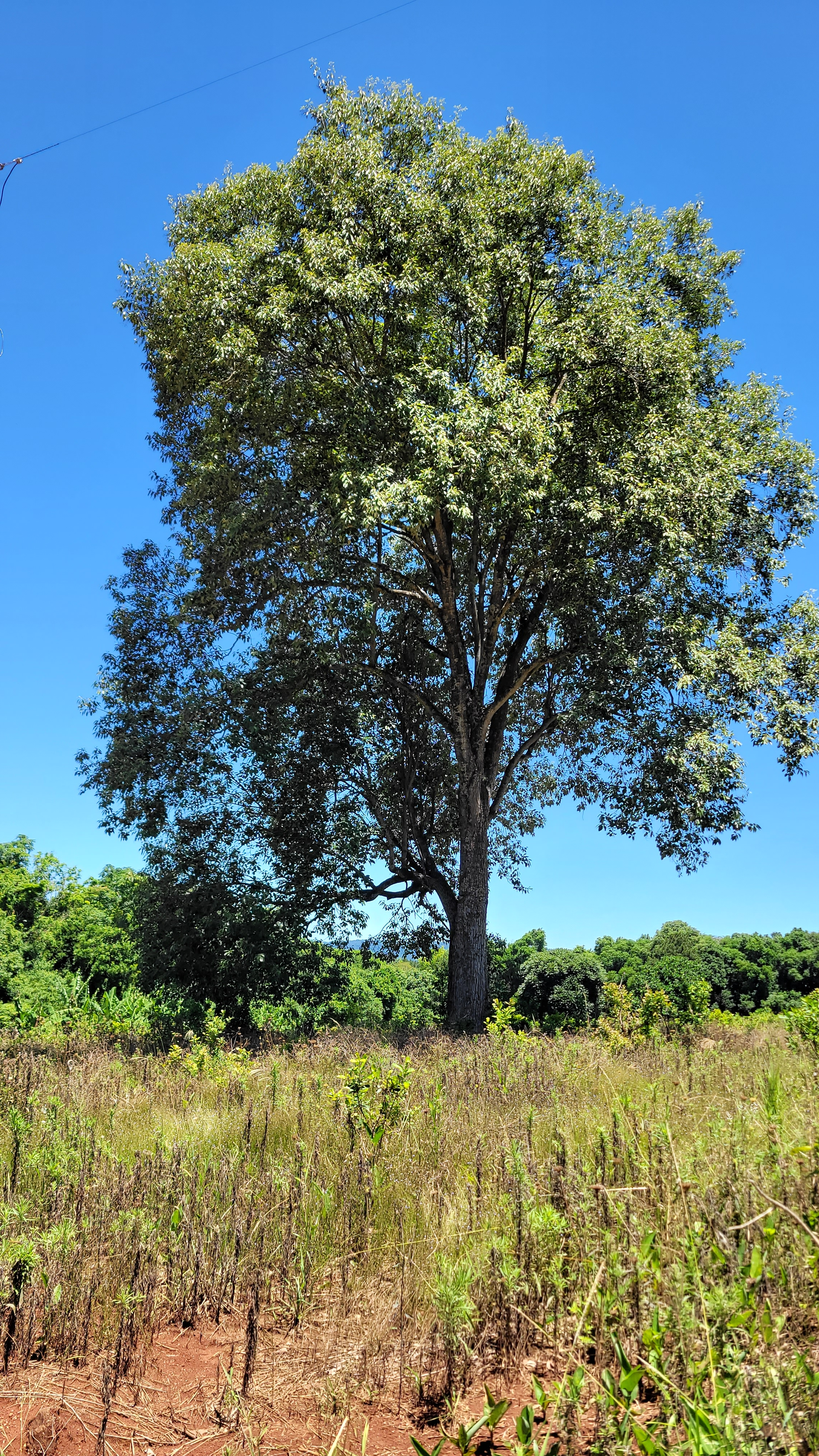
Día Mundial del Árbol. Ejemplar de "Loro Negro" (Cordia trichotoma) en el Valle del Cuña Pirú, Selva Misionera.

- Día Internacional del Piercing Corporal.[4]
Esta fecha coincide con el cumpleaños de Jim Ward (n. 28 de junio de 1941), considerado el pionero del piercing moderno en Estados Unidos y cofundador de The Gauntlet, el primer estudio profesional de piercings.

- Día Internacional del Orgullo LGBT.[5]
Se conmemoran los disturbios de Stonewall (Nueva York, Estados Unidos) este día en 1969, que marcaron el inicio del movimiento de liberación homosexual.

Por países
(Por orden alfabético)
- Argentina:
  -  Chubut: 
    - Día de la Provincia del Chubut.[6]
El 28 de junio de 1955, se creaba esta provincia a través de la promulgación de la ley N°14.408 la cual había sido sancionada días antes por el Congreso de la Nación Argentina.

- Estados Unidos:
  - Día Nacional de Concientización sobre Seguros.
(en inglés: National Insurance Awareness Day).
  - Día de la Logística.[7]
(en inglés: National Logistics Day).

- Honduras:
  - Día del Ave Nacional y el Mamífero Nacional: la guacamaya roja y el venado cola blanca.[8]
En Honduras, el 28 de junio de 1993, mediante el Decreto Ejecutivo N.º 36‑93, el Congreso Nacional nombró oficialmente dos símbolos de su fauna nacional: Ave Nacional – Guacamaya Roja y el Mamífero Nacional – Venado Cola Blanca.
    - El Ave Nacional – Guacamaya Roja (Scarlet Macaw, Ara macao):
Conocida comúnmente como guacamaya roja o guara roja, es un loro de vivos colores rojo, azul y amarillo. Fue declarada Ave Nacional también el 28 de junio de 1993, como parte del mismo decreto. Se conmemora oficialmente cada año ese mismo día como el “Día del Ave Nacional de Honduras”.
    - Mamífero Nacional – Venado Cola Blanca (White-tailed Deer, Odocoileus virginianus):
Este mismo 28 de junio de 1993, también fue designado el venado cola blanca como “Mamífero Nacional”. Este cérvido habita en llanuras y bosques de pino, es de hábitos crepusculares y se alimenta de hierbas, hojas, renuevos y frutas. Los machos presentan cuernos que renuevan anualmente. Su elección como símbolo buscó promover la conservación de la fauna frente a la caza desmedida.

- Perú: 
  - Día Nacional del Ceviche.[9][10]

- Polonia: 
  - Día de Recuerdo de Poznań.

- Ucrania: 
  - Día de la Constitución.[11]
Fue aprobada por la Verjovna Rada (Parlamento) en junio de 1996, donde fueron establecidas las bases jurídicas de la misma independencia, la soberanía y la integridad territorial del país.
(en ucraniano: День Конституції).

- Venezuela: 
  - Día Nacional del Teatro.
  - Día del Telecomunicador.

### Santoral católico

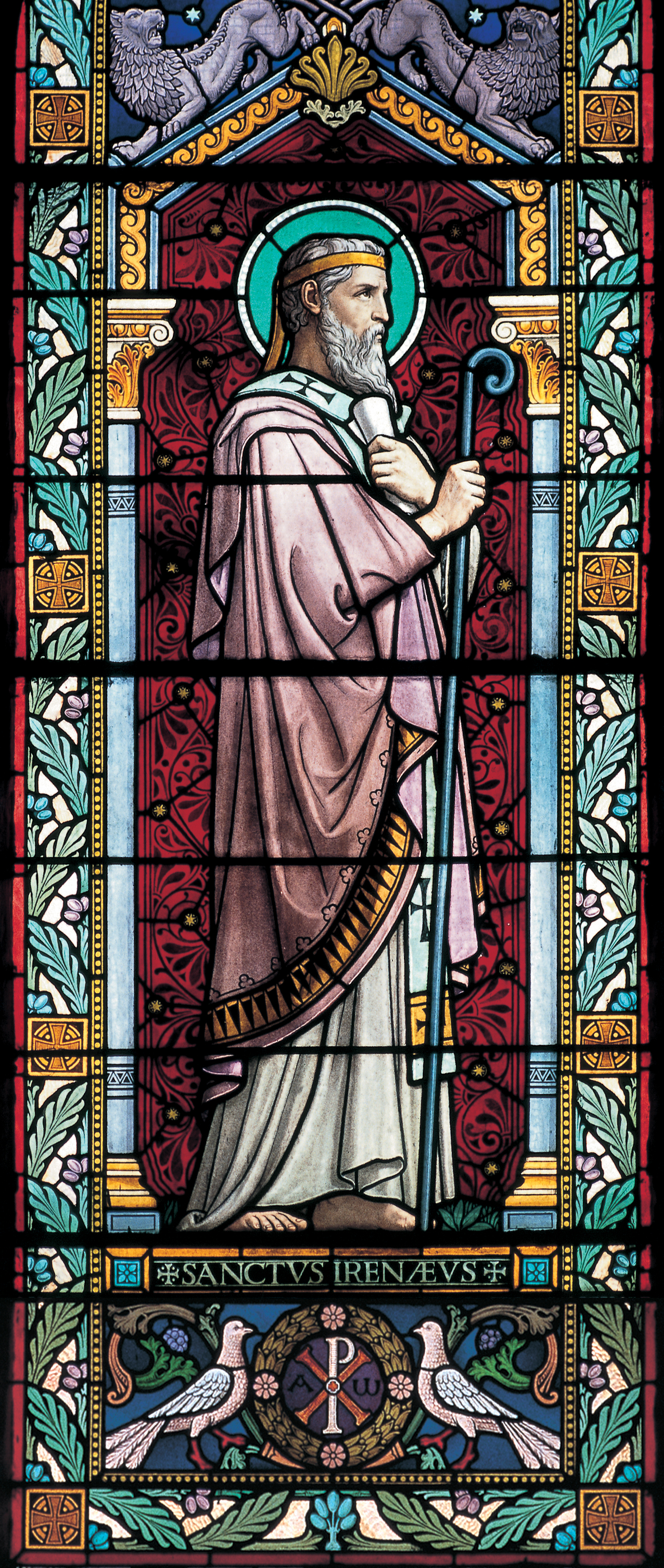
San Ireneo de Lyon.

- San Ireneo de Lyon, obispo (c. 200).[12] (imagen ilustrativa).
- Santos mártires de Alejandría, (c. 202).
- San Paulo I (también conocido como Pablo I), papa (767).[12]
- San Argimiro de Córdoba, mártir (856).
- San Heimerado de Hassungen, presbítero y eremita (1019).[12]
- San Juan Southworth, presbítero y mártir (1654).[12]
- Santa Vicenta Gerosa, virgen (1847).[12]
- Santas Lucía Wang Cheng, María Fan Kun, María Qi Yu y María Zheng Xu, mártires (1900).
- Santa María Du Zhaozhi, mártir (1900).[12]
- Beatos Severiano Baranyak y Joaquín Senkivskyj, presbíteros y mártires (1941).

Por países
(Por orden alfabético)
- Serbia: 
  - Vidovdan.
Celebración a San Vito y un día importante en la historia serbia. (Iglesia ortodoxa).